# Vallée des Temples

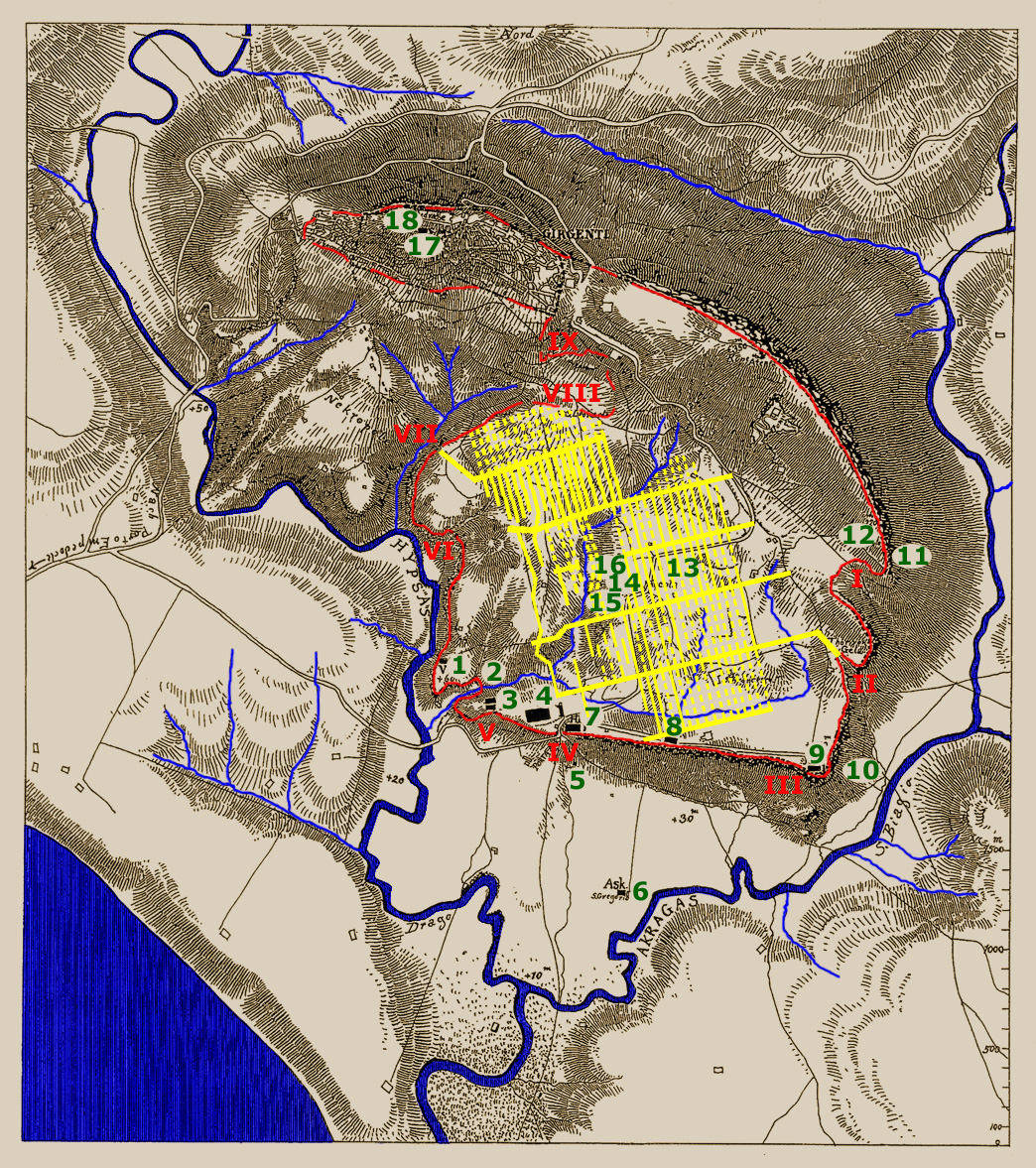
Plan de la zone archéologique d'Agrigente
1. Temple d'Héphaïstos
2. Kolymbéthra
3. Sanctuaire des divinités chthoniennes et temple des Dioscures
4. Olympiéion
5. Tombe de Théron
6. Temple d'Asclépios
7. Temple d'Héraclès
8. Temple de la Concorde
9. Temple d'Héra
10. Basilicula
11. Sanctuaire de Déméter
12. Temple de Déméter
13. Quartier hellénistique et romain
14. Colline San Nicola, musée
15. Ecclésiastérion et oratoire de Phalaris
16. Bouleutérion
17. Temple d'Athéna
18. Temple de Zeus

La zone archéologique d'Agrigente, en Sicile, (en grec Akragas, Grande-Grèce), comprend le « parc archéologique de la Vallée des Temples », et d'autres vestiges situés sur l'acropole et en divers lieux de la ville.

## Une situation exceptionnelle
Fondée en -582 par des Grecs venus de la cité voisine de Gela, la colonie prend le même nom que le fleuve qui longe son site d'implantation, l'Akragas, au sud, qui est symbolisé par un crabe sur les monnaies de la ville (photo ci-dessous) dès la fin du VIe siècle av. J.-C..
Son relief très escarpé lui permet de se défendre facilement contre ses ennemis. Le site est naturellement protégé par les vallées de l'Akragas (auj. San Biagio) à l'est et de l'Hypsas (auj. Drago) à l'ouest, les cours d'eau se réunissant en contrebas au sud. Il est dominé au nord par l’acropole (326 m, où est construite la ville moderne) et la Roche d’Athéna (354 m). La ville, protégée par une muraille flanquée de tours carrées et percée de huit portes elles-mêmes fortifiées, aurait occupé les pentes inférieures du site laissant aux temples et sanctuaires les hauteurs et la terrasse dominant le confluent et la mer, à 3 kilomètres.
Les archéologues ont d'abord cru qu'Agrigente n'avait pas adopté de plan régulier d'urbanisme, privilégiant l'adaptation aux reliefs et aux ressources de la zone. Mais le quartier hellénistico-romain mis au jour autour de l’église San Nicola par exemple, prouve l'existence de rues orthogonales dès la seconde moitié du VIe siècle, dans lesquelles s'élevaient des maisons à péristyle ou à atrium, ornées de mosaïques. Ce plan aurait donc existé depuis la fondation de la cité pour s’accentuer sous Théron et Timoléon et s'évanouir après les IIIe – IVe siècles.
La ville s'impose très vite comme l'une des colonies les plus brillantes et les plus prospères de l'Occident hellénique. Sa plaine très féconde lui assure une importante production d'huile d'olive et de vin, dont elle fait commerce dans le bassin méditerranéen, notamment avec Carthage.
La cité connaît une expansion géographique au VIe siècle av. J.-C. sous le gouvernement des tyrans. Le premier s'appelait Phalaris et l'apogée arrive avec Théron, victorieux des Carthaginois à la bataille d'Himère en -480. La ville s'embellit grâce à la main-d'œuvre capturée lors de cette bataille. La Vallée des Temples est entourée d'une muraille de 12 kilomètres. Elle possède au milieu du Ve siècle av. J.-C. plus de temples qu'il n'y en a sur l'acropole athénienne.
Diodore de Sicile ne tarit pas d'éloges sur la richesse de la ville et le luxe de ses habitants : 

« La Ville d’Agrigente et son territoire était alors une des plus heureuses habitations qu’il y eut au monde [...] Les vignes y étaient d’une beauté et d’une hauteur extraordinaire ; mais la plus grande partie du pays était couverte d’oliviers, qui donnaient une quantité prodigieuse d’olives, qu’on portait vendre à Carthage car en ce temps-là il y avait peu de plantations dans la Libye ; de sorte que les Siciliens tiraient des richesses considérables de Carthage par le commerce de leurs fruits. […] Mais rien ne marque mieux le luxe des Agrigentains et leur goût pour le plaisir, que les tombeaux ou les monuments dressés par leur ordre, à des chevaux qui avaient gagné le prix de la course, ou même à de petits oiseaux élevés dans les maisons particulières par de jeunes garçons ou de jeunes filles. Timèe assure qu’il avait vu plusieurs de ces monuments qui subsistaient encore de son temps. Dans l’Olympiade qui précéda celle où nous sommes ici et qui était la 92e, Exaenete d’Agrigente étant demeuré vainqueur à la course du stade, fit à son retour son entrée dans sa ville sur un char, accompagné d’un grand nombre d’autres, entre lesquels il y en avait trois cents attelés chacun de deux chevaux blancs, tous Agrigentins. On y élevait les enfants dans une propreté qui allait jusqu’à la mollesse : ils portaient des habits d’une finesse extraordinaire et garnis d’or ; leur toilette était chargée de boëtes et d’autres bijoux d’or et d’argent. Le plus riche des Agrigentins en ce temps-là était Gellias, qui avait chez lui plusieurs appartements pour des hôtes, et qui faisait tenir devant sa porte un certain nombre de domestiques, dont la commission était d’inviter tous les étrangers à venir loger chez lui. […] Antisthene, surnommé le Rhodien, célébrant les noces de sa fille traita tous les citoyens par chaque rue, et faisait suivre la mariée par 800 chariots ; cet équipage fut même augmenté par un grand nombre de cavaliers des environs, tous invités, et qui lui faisaient cortège. »

## Historique des fouilles et de la protection
Tommaso Fazello décrit le site archéologique dans son ouvrage De rebus siculis en 1558. Giuseppe Maria Pancrazi livre également le résultat de ses explorations dans Antichità siciliane en 1752. Johann Joachim Winckelmann publie ses Remarques sur l'architecture des anciens temples d'Agrigente en 1759.
En 1796, le prince Gabriele di Torremuzza, nommé gardien des Antiquités du Val di Mazzara par Ferdinand IV, fait relever les colonnes du temple d'Héra Licinia, après avoir fait supprimer les aménagements chrétiens du temple de la Concorde. Après la création de la Commission des Antiquités et Beaux-arts pour la Sicile à Palerme en 1827, les temples de la Concorde et des Dioscures sont restaurés. Plusieurs intellectuels européens visitent à cette époque la Sicile et les ruines d'Agrigente : Goethe, Alexis de Tocqueville, Guy de Maupassant...
En 1835-1836, Domenico Antonio Lo Faso Pietrasanta réalise des fouilles, alors que les premiers pilleurs de tombes, les tombaroli, alimentent le marché noir en objets archéologiques. Les fouilles explorent les nécropoles à partir de 1899 et le reste du site à partir de 1916, plus intensivement entre 1925 et 1932 sous la direction de Pirro Marconi, livrant des traces d'occupation du site de la préhistoire à la domination romaine, grâce au soutien financier d'Alexander Hardcastle, acquéreur de la Villa Aurea. Giuseppe Cultrera, Goffredo Ricci et Jole Bovio Marconi poursuivent les recherches. Entre 1953 et 1958, les fouilles explorent le sanctuaire des divinités chtoniennes et le quartier gréco-romain. L'aire de San Nicola est la dernière explorée.
Dégradé par le temps, les pillages et les réutilisations, le site est protégé par les lois nationales de 1968 et 1971, puis régionales de 1991 et 2000, aboutissant à la création du parc archéologique et paysager d'environ 1 300 hectares. En 1997, l'Unesco l'inscrit sur la liste du patrimoine mondial. Le terme « Vallée des temples », initialement dévolu à la cité antique s'élargit avec le temps aux nécropoles et sanctuaires jusqu'à la mer. Le musée archéologique national, puis régional, d'Agrigente, conçu par Franco Minissi, ouvre près de l'église San Nicola le 24 juin 1967, en regroupant les collections conservées depuis 1864 dans le musée municipal et celles de la Villa Aurea. Il prend le nom Pietro Griffo, directeur des antiquités du centre-sud de la Sicile, à l'origine du musée. Le parc reçoit environ 600 000 visiteurs par an.

## Les temples du site
Les dix temples ont été bâtis entre -520 et -430, à l'apogée de la cité hellénique, dans un mauvais calcaire coquillier qui s'est doté d'une patine dorée avec le temps, puis qui a été recouvert dans l’Antiquité d’un stuc blanc, pour imiter le marbre. Sept ont été élevés sur la terrasse méridionale, un sur l’acropole, un sur la Roche d’Athéna, un près du confluent. Ils ont pu être construits sur des zones déjà dédiées aux divinités par les Sicanes, et prendre la suite de temples simples de type mégaron avec parfois une colonnade axiale. Presque aucune description contemporaine ne permettant de certifier leur dédicace, il leur a été attribué des noms conventionnels et des lettres.
| Temple                           | Lieu                                      | Époque                        | Type de construction                          | Surface          | Colonnes | Remarques |
| Temple de Zeus                   | Acropole                                  | VIe siècle av. J.-C.          |                                               |                  | -        | Dédié à Zeus Atabyrios, honoré sur le mont Atabyrion à Rhodes. Probablement sous la cathédrale San Gerlando[réf. nécessaire]       |
| Temple d'Héraclès (Temple A)     | Parc archéologique « Vallée des Temples » | vers -500                     | dorique périptère                             | 25,34 × 67,00 m  | 6 × 15   | 8 colonnes réérigées au XXe siècle (plan)                                                                                          |
| Temple d'Athéna (Temple E)       | Acropole                                  | -480                          | dorique périptère                             | 15,10 × 34,70 m  | 6 × 13   | sous l'église S. Maria dei Greci (plan)                                                                                            |
| Olympiéion (Temple B)            | Parc archéologique « Vallée des Temples » | -480/-460                     | temple dorique pseudo-périptère               | 56,30 × 112,60 m | 7 × 14   | pseudo-périptère, à demi-colonnes aveugles, entre-colonnement muré, entablement soutenu par des Télamons (plan, élévation, modèle) |
| Temple de Déméter (Temple C)     | Roche d'Athéna                            | -480/-470                     | dorique distyle in antis                      | 13,30 × 30,20 m  | –        | sous l'église S. Biagio (plan) |
| Temples des Dioscures (Temple I) | Parc archéologique « Vallée des Temples » | -480/-460                     | dorique périptère                             | 13,86 × 31,70 m  | 6 × 13   | un angle a été réérigé arbitrairement en 1836                                                                                      |
| Temple L                         | Parc archéologique « Vallée des Temples » | milieu du Ve siècle av. J.-C. | dorique périptère                             | 17,20 × 38,80 m* | 6 × 13   | |
| Temple d'Héra (Temple D)         | Parc archéologique « Vallée des Temples » | -460/–450                     | dorique périptère                             | 16,90 × 38,15 m  | 6 × 13   | colonnes et architrave du côté Nord réérigées au XVIIIe siècle (plan)                                                              |
| Temple d'Asclépios (Temple H)    | au sud de la ville antique                | fin du Ve siècle av. J.-C.    | dorique distyle in antis à pseudo-opisthodome | 10,70 × 21,70 m  | –        | |
| Temple de la Concorde (Temple F) | Parc archéologique « Vallée des Temples » | vers -440                     | dorique périptère                             | 16,92 × 39,44 m  | 6 × 13   | le mieux conservé de tous les temples de Sicile (plan, reconstitution en couleurs)                                                 |
| Temple d'Héphaïstos (Temple G)   | angle sud-ouest de l'ancienne ville       | vers -430                     | dorique périptère                             | 17,06 × 35,19 m* | 6 × 13   | |
| Oratoire de « Phalaris »         | Colline de San Nicola                     | IIe siècle av. J.-C.          | ionique prostyle                              | 5,30 × 8,50 m    | 4        | |

Les artistes d'Agrigente semblent avoir privilégié les statues en terre cuite toujours maigres, parfois de grande taille, comme la tête de kouros de -540, ou la tête de femme de -500 aux influences attiques conservée au Musée de Palerme, et encore la tête casquée d’Athéna, de -490, à la fois de tradition ionienne mais annonciatrice du style sévère. L’Olympieion semble être le seul à avoir reçu une décoration sculptée. On a également découvert à San Bagio un kouros en marbre, l'éphèbe d'Agrigente.

### Temple d'Héraclès (temple A)
Le temple d'Héraclès est situé près de la route, à l'est du parc, près de l'entrée, tout à côté de la porte IV (porta Aurea). L'identification de ce temple dédié à Héraclès est donnée par Cicéron lui-même, questeur en Sicile en l'année -75. Dans ses célèbres accusations contre Verrès, il évoque une grande statue de bronze d'Héraclès, dans un temple situé près de l'agora (basse agora, près de la porte IV) : ses lèvres et son menton étaient usés, dit-il, à force d'être touchés par les pèlerins, et Verrès projetait de s'en emparer. Selon Biagio Pace, il a pu être dédié aux Létoïdes.
Le temple d'Héraclès est le plus ancien de tous ceux situés près de la muraille sud, remontant au début du Ve siècle av. J.-C. Il repose sur un soubassement à trois degrés. Son plan est conforme à celui de la plupart des temples de Sicile. Son péristyle de 6 × 15 colonnes est toutefois plus allongé que d'habitude, ce qui a permis de ménager aux extrémités un espace égal à la largeur de deux colonnes, aussi bien devant le pronaos qu'en arrière de l'opisthodome. Manque aussi l'adyton, habituel dans les temples de Sicile. Les éléments d'architrave montrent des saignées de bardage en forme de U, destinées à passer des boucles de débardage symétriques.
Des débris du temple d'Héraclès ont été trouvés disséminés sur toute la zone, par exemple des chapiteaux recouverts de stuc, comme devaient l'être beaucoup d'autres éléments du temple. Les huit colonnes visibles du côté sud ont été remontées en 1924 sous l'impulsion d'Alexander Hardcastle, tandis que l'ensemble du côté nord l'a été dès le XIXe siècle. Une transformation à l'époque romaine et la découverte d'une statue d'Asclépios en 1835 laisse supposer une nouvelle attribution.

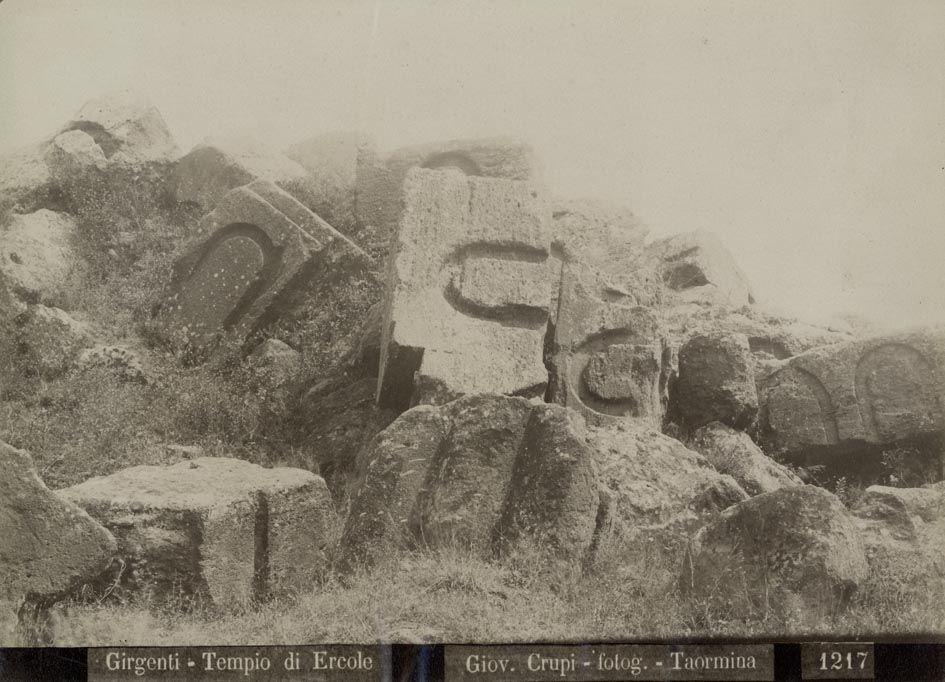
Vers 1900 avec saignées de bardage en U
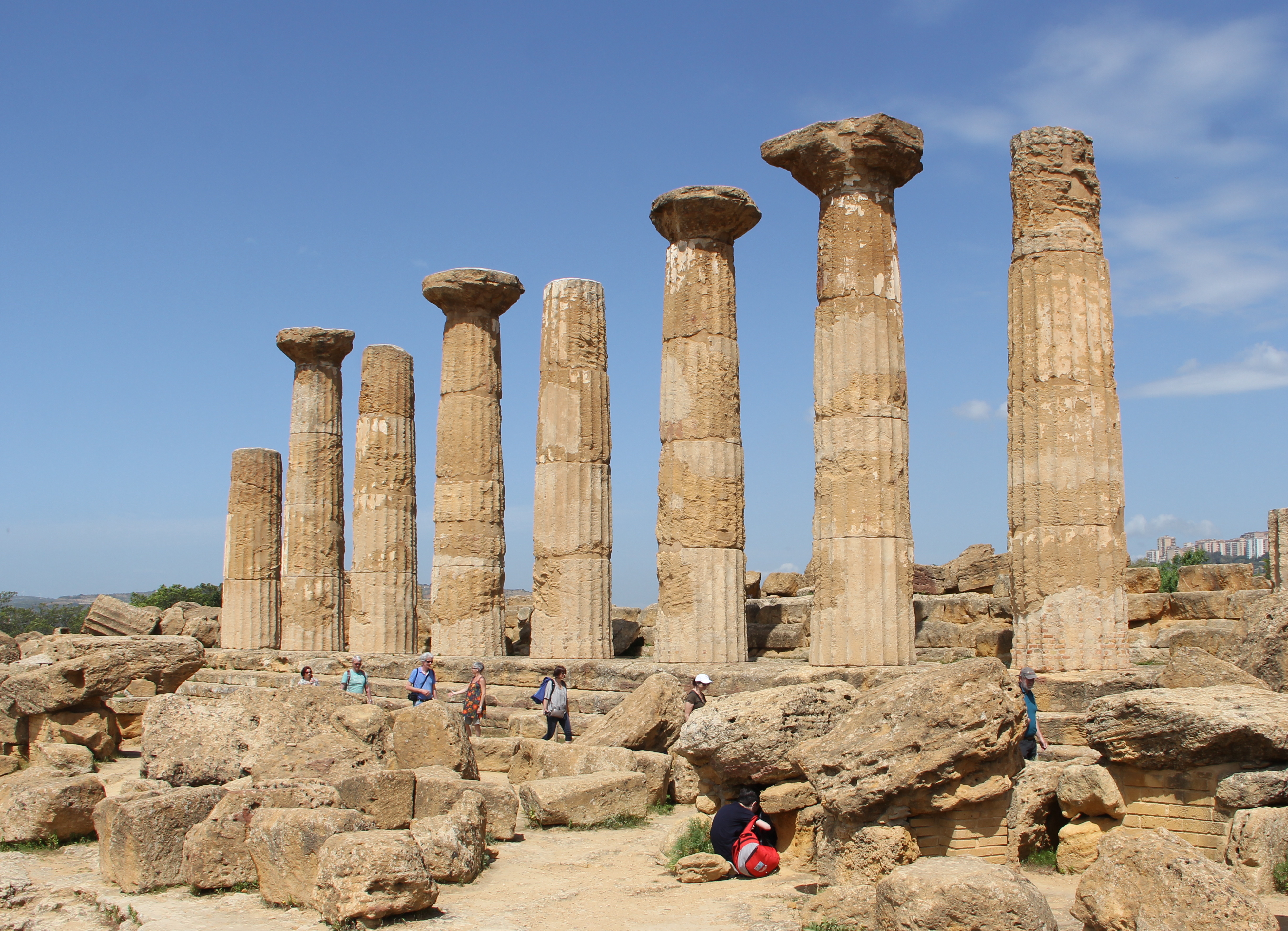
Temple d'Héraklès
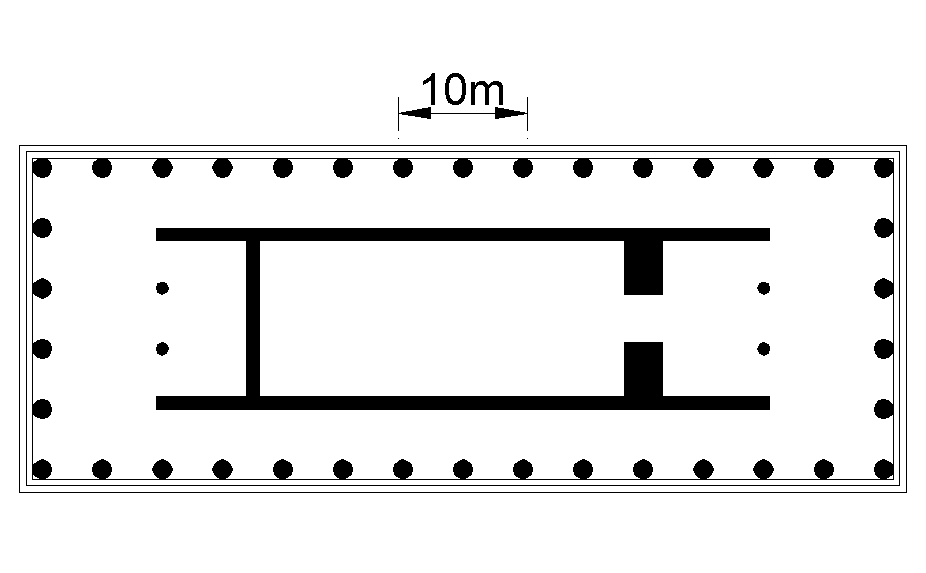
Temple A (d'Héraclès)

### Temple de Zeus Olympien (temple B)

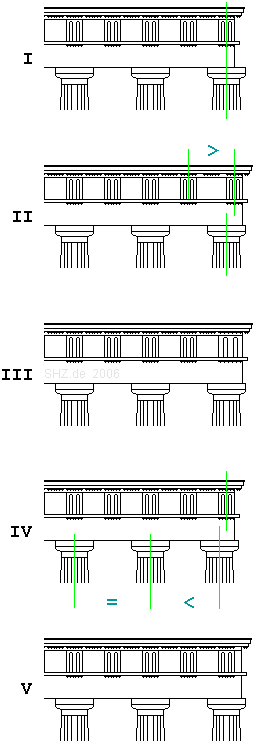
Cinq solutions au conflit d'angles dans les temples doriques :
I. Ne rien faire et laisser dépasser la dernière colonne...
II. Allonger la dernière métope ;
III. Allonger le dernier triglyphe ;
IV. Diminuer l'espace entre les deux dernières colonnes ;
V. Ajouter un segment vide en extrémité.

Immédiatement après l'entrée du parc, à l'ouest, on se trouve face au temple de Zeus Olympien (ou Olympiéion), qui aurait été construit par le tyran Théron en -480, après sa victoire à la bataille d'Himère, à la gloire des Grecs vainqueurs sur Carthage, dont les combattants, asservis, auraient élevé ce monument. Cette datation est toutefois remise en question et les travaux pourraient avoir commencé en -488 avec le début de la tyrannie de Théron.

Dans sa description de la ville d'Agrigente, l'historien grec Polybe écrit : « Le temple de Jupiter Olympien n'est pas à la vérité si orné et si enrichi que ceux de la Grèce, mais pour le dessin et la grandeur il ne le cède à aucun d'eux. » Un siècle plus tard, Diodore de Sicile en donne une longue description: 

« Ce temple a 340 pieds de long, 60 pieds de large et 120 pieds de haut, jusqu’à la naissance de la voûte : il est le plus grand de tous les temples de la Sicile et on peut le comparer de ce côté là avec les plus beaux qui se trouvent partout ailleurs ; car bien qu’il n’ait jamais été achevé, le dessein en paraît tout entier. Mais au lieu que les autres temples se soutiennent seulement ou sur des murs, ou sur des colonnes, on a employé dans celui-ci ces deux pratiques d’architecture jointes ensemble ; car d’espace en espace on a placé dans les murs des piliers qui s’avancent en dehors en forme de colonnes arrondies, et en dedans en forme de pilastres taillés carrément. En dehors les colonnes ont vingt pieds de tour et comme elles sont cannelées, un homme pourrait se placer dans une de ces cannelures : les pilastres du dedans ont 12 pieds de largeur : [4] les portes sont d’une beauté et d’une hauteur prodigieuse. Sur la face orientale on a représenté en sculpture un combat de Géants qui est admirable par la grandeur et par l’élégance des figures. Du côté de l’occident est la prise de Troie où l’on distingue tous les héros par la différence de leur habillement et de leurs armes. (XIII, 82). »

 Ces frontons sculptés, les seuls à l'être à Agrigente, symbolisaient la victoire d'Himère sur les Carthaginois. En revanche, les métopes étaient lisses. Un probable fragment de la frise a été retrouvé en mer, près de l'embouchure du fleuve Akragas, en 2024.

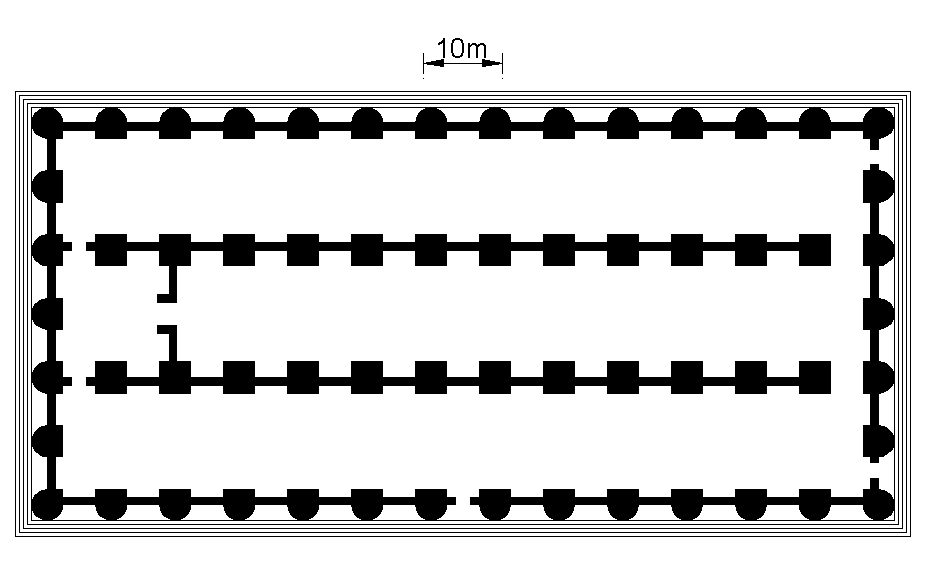
Temple B (Olympiéion)

Ses dimensions exceptionnelles (56 × 113 m, soit 6 340 mètres carrés) font de l'Olympiéion d'Akragas le plus grand de tous les temples doriques et le troisième parmi les temples grecs. Son plan est « véritablement révolutionnaire », sans colonnade extérieure. Le soubassement (krépis) à cinq degrés supportait une salle hypostyle d'inspiration carthaginoise, composée de deux rangées de 12 piliers carrés chacune, hauts de 21 m, murés jusqu'à mi-hauteur environ. Le péristyle était également composé de piliers, 7 en largeur et 14 en longueur, d'une hauteur de 17 m, avec des demi-colonnes accolées sur les faces, le tout formant des masses de pierre de 4 m de diamètre. Ces piliers externes étaient reliés entre eux par des cloisons : on parle donc de temple « pseudo-périptère ». Le péristyle et les nefs latérales étaient couverts, alors que la cella elle-même était probablement hypèthre, c'est-à-dire ouverte sur les cieux. Le nombre de colonnes en façade étant impair, on se trouvait avec un pilier central au lieu de l'habituel accès médian vers la cella : l'entrée se faisait donc selon Anselmo Prado par deux portails ménagés aux extrémités de la façade est, donnant un accès direct aux nefs latérales, ainsi que, semble-t-il, par une petite entrée pratiquée dans le milieu du côté sud.

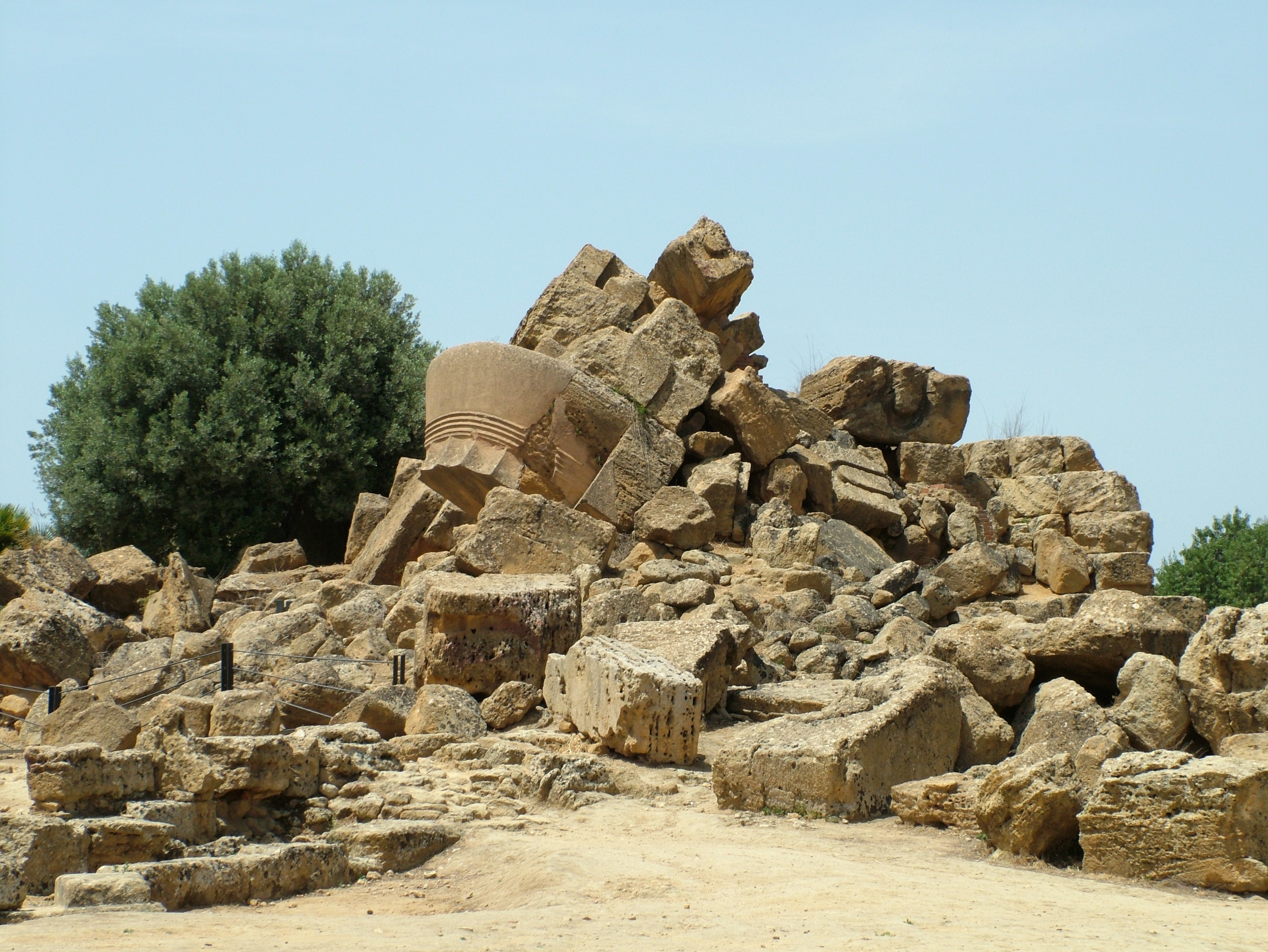
Vestiges de l'Olympiéion ; canaux de bardage en U
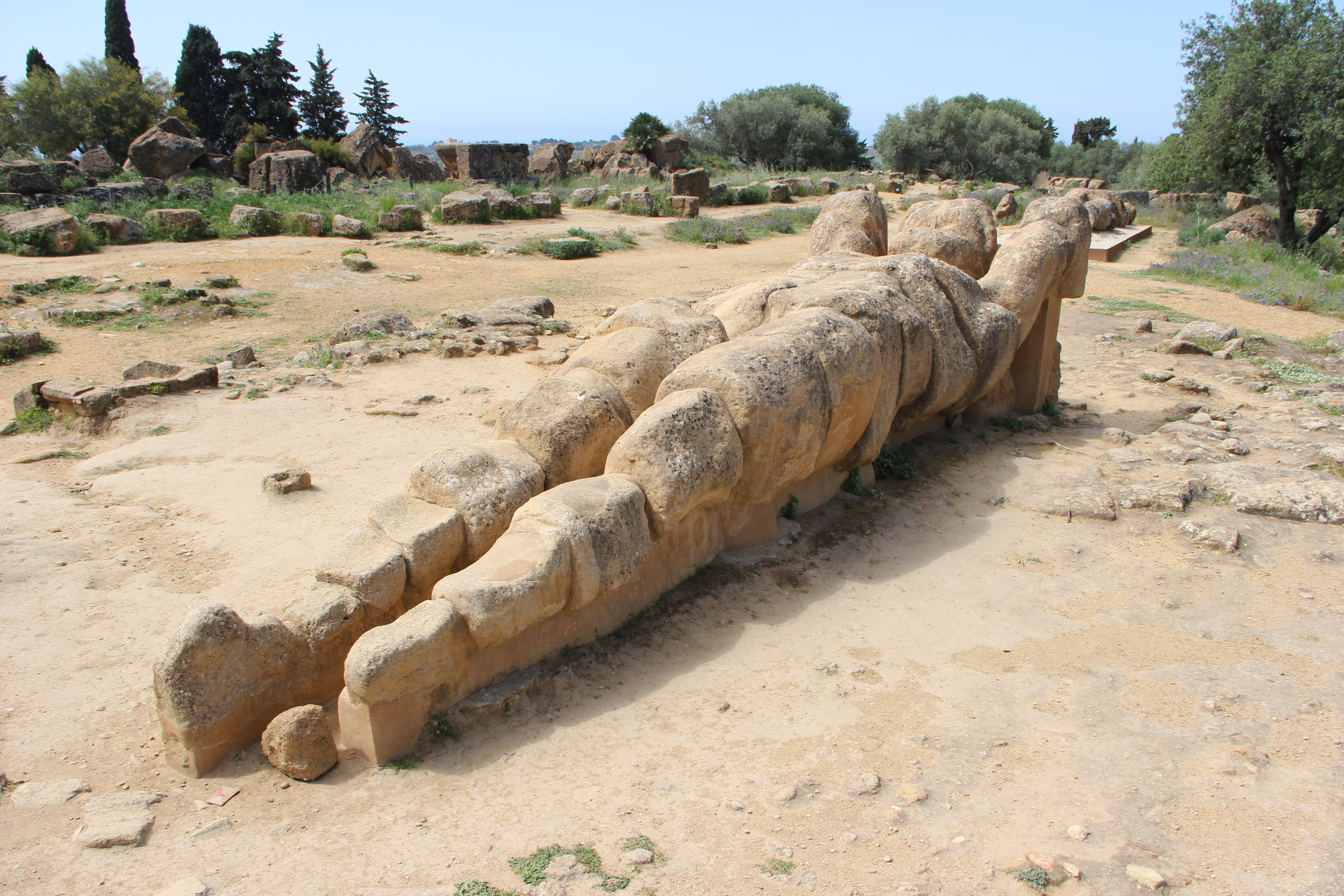
Télamon ou Atlante reconstitué sur le site de l'Olympiéion
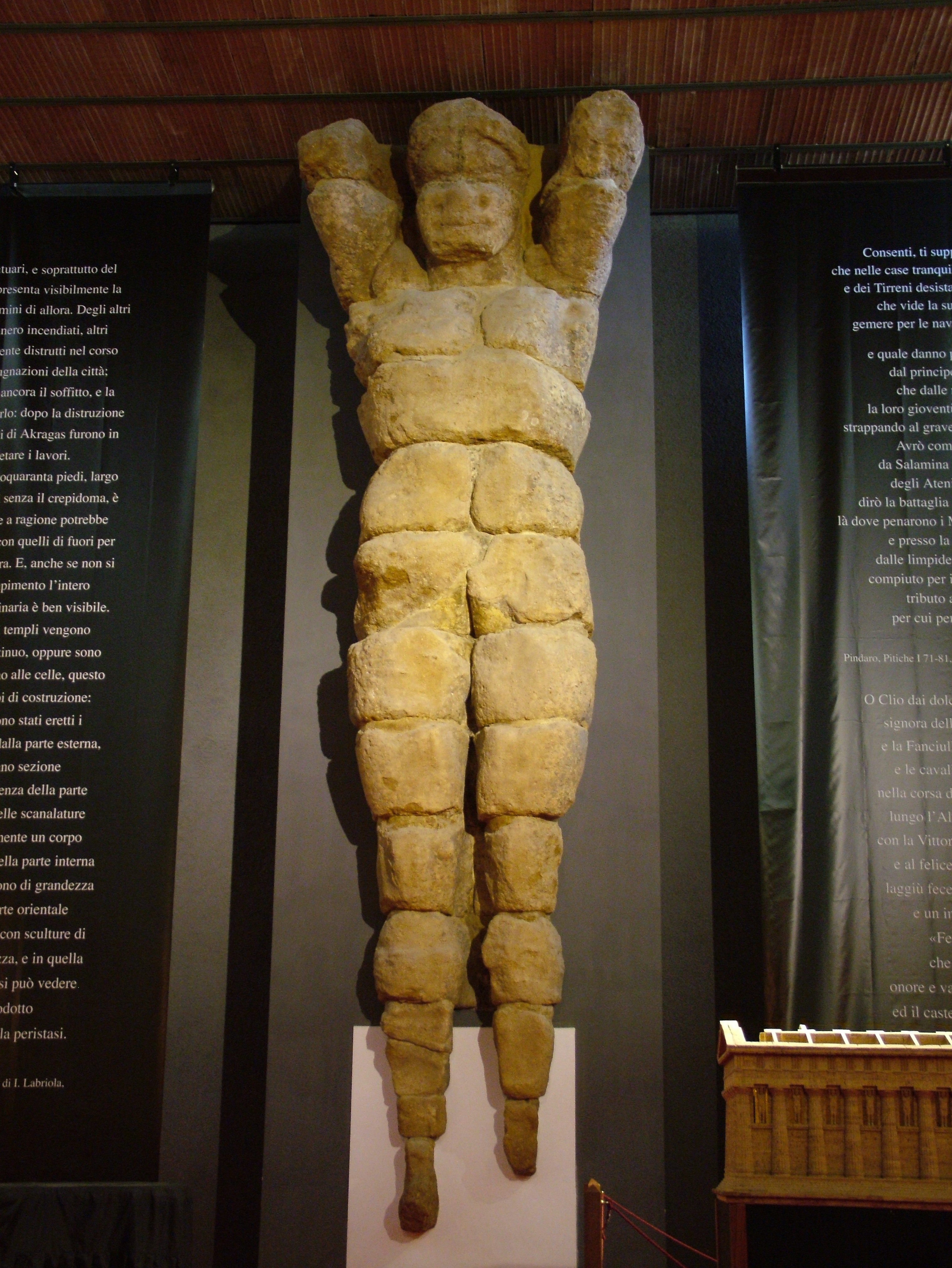
L'original redressé, au musée

Entre les demi-colonnes extérieures (voir ci-dessous le dessin de Robert Koldewey et la maquette du musée), des statues de géants, — les Atlantes pour les Grecs ou Télamons pour les Romains —, de 7,65 m de hauteur, reposaient sur une console et portaient le poids de l'entablement de 7,48 mètres. Alternativement barbus et imberbes, ils étaient au nombre de 38, soit 13 en longueur et 6 en largeur. Selon une hypothèse en vigueur, ces télamons avaient des traits carthaginois et symbolisaient les barbares vaincus à Himère par Théron d'Agrigente et Gélon de Syracuse en -480. Pour Pierre Lévêque, ils représentent les Dioscures. En 1825, le peintre et archéologue Rafaello Politi a fait reconstituer au sol un de ces géants, à partir d'éléments épars, qui est exposé à la verticale, au Musée archéologique d'Agrigente. D'autres ont été assemblés par la suite à partir d'éléments épars sur le site même du temple.

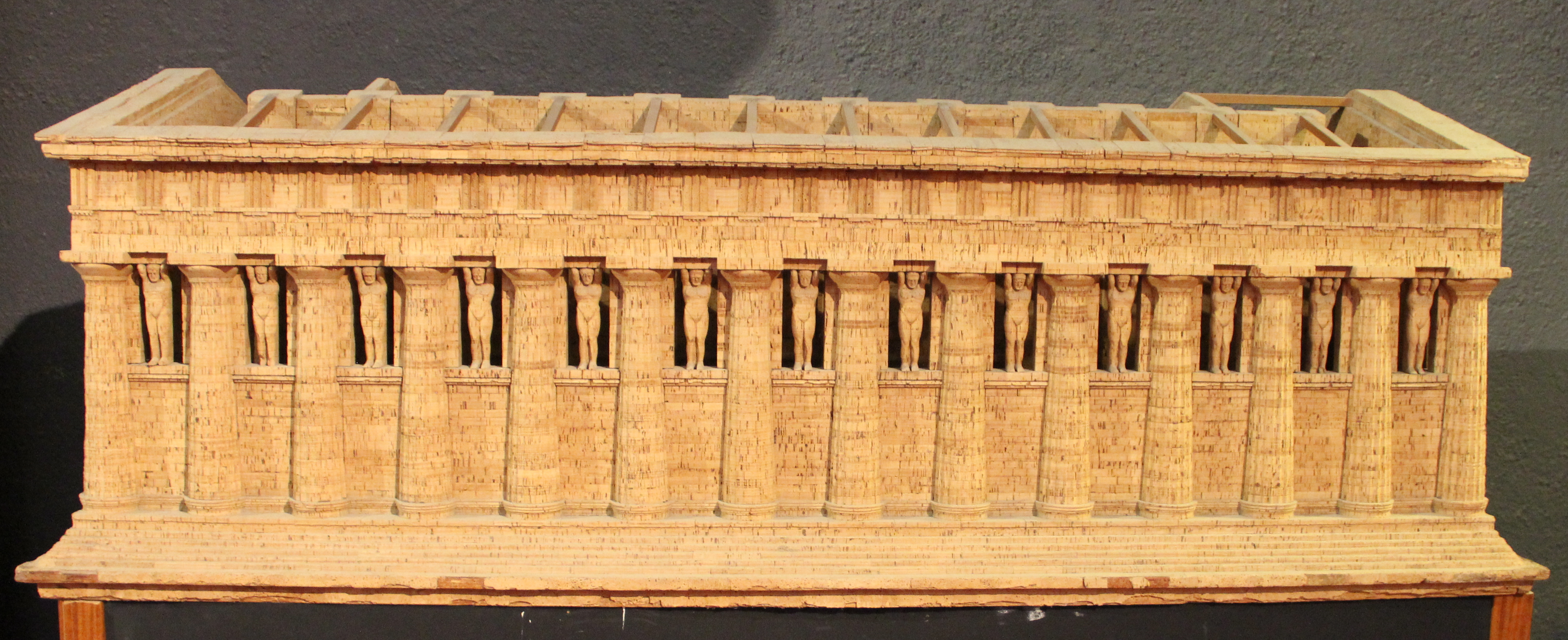
Maquette de l'Olympiéion (musée d'Agrigente)
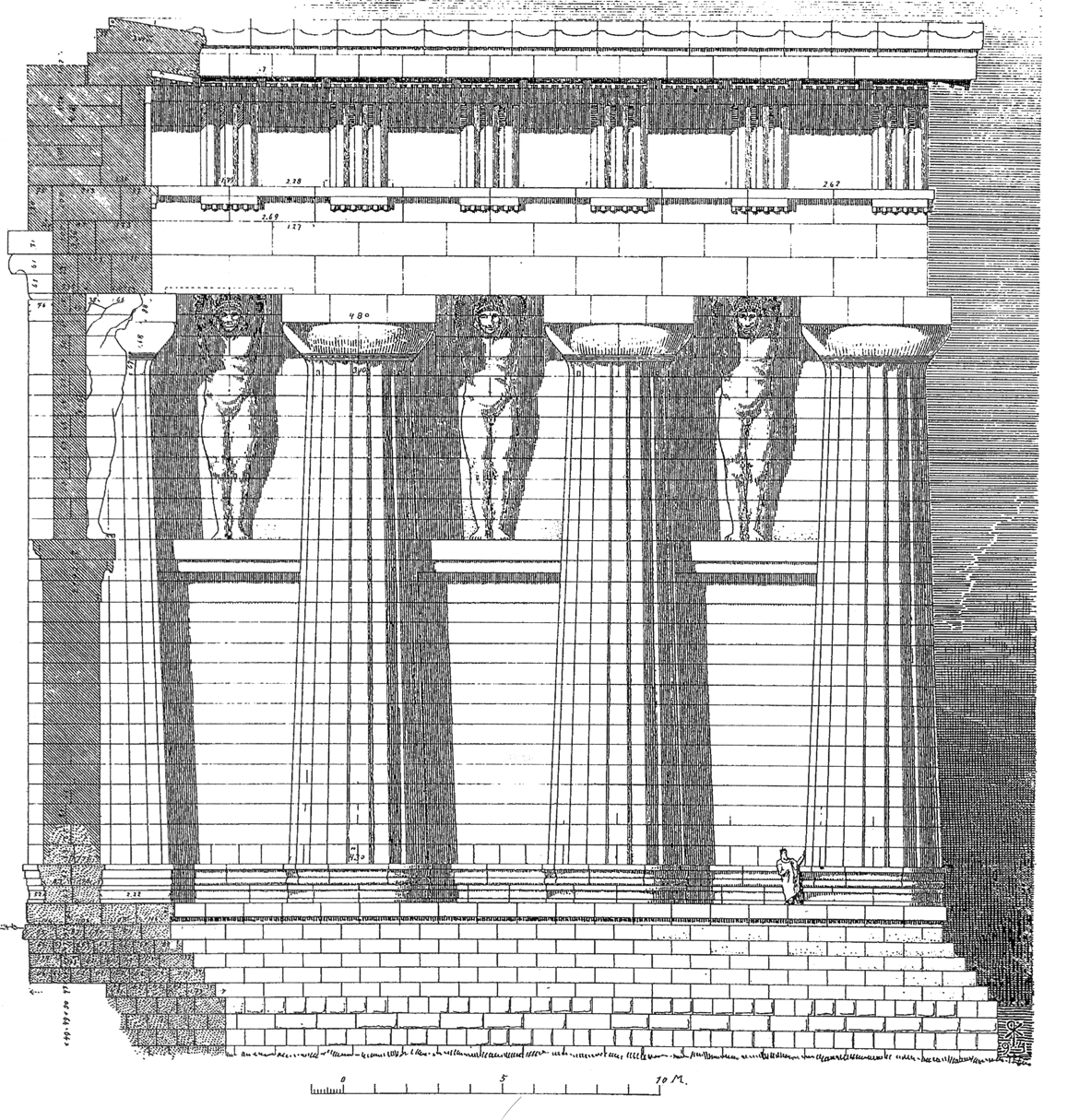
Olympiéion, par Robert Koldewey

Lors de la conquête d'Akragas par Carthage en -406, le temple, encore inachevé, a été détruit, mais encore debout à l'époque de Polybe (IIe siècle av. J.-C.) et jusqu'au Moyen Âge. Par la suite, ses pierres bien équarries (et plus petites que les autres temples) et relativement petites, ont été réemployées, notamment pour la construction du môle de Porto Empedocle (1749-63), et il ne reste guère aujourd'hui sur place que de gros éléments du soubassement et des colonnes, et même quelques beaux chapiteaux.
À une cinquantaine de mètres à l'est du temple, le traditionnel autel extérieur et tout aussi monumental, avec ses dimensions de 54,5 sur 17,5 mètres. Des gradins conduisaient à la plateforme où avaient lieu les sacrifices, qui étaient généralement des hécatombes ou sacrifices de cent taureaux.
En 1925, Ettore Gabrici a découvert également à proximité un bâtiment divisé en deux nefs et doté d'un profond pronaos avec une double porte et un autel en face. Il s'agirait d'un sacellum de la période hellénistique ou archaïque du VIe siècle av. J.-C. Au sud-ouest du temple, le long des murs, ont été découvertes une stoa et des citernes.

### Temple des Dioscures (temple I)

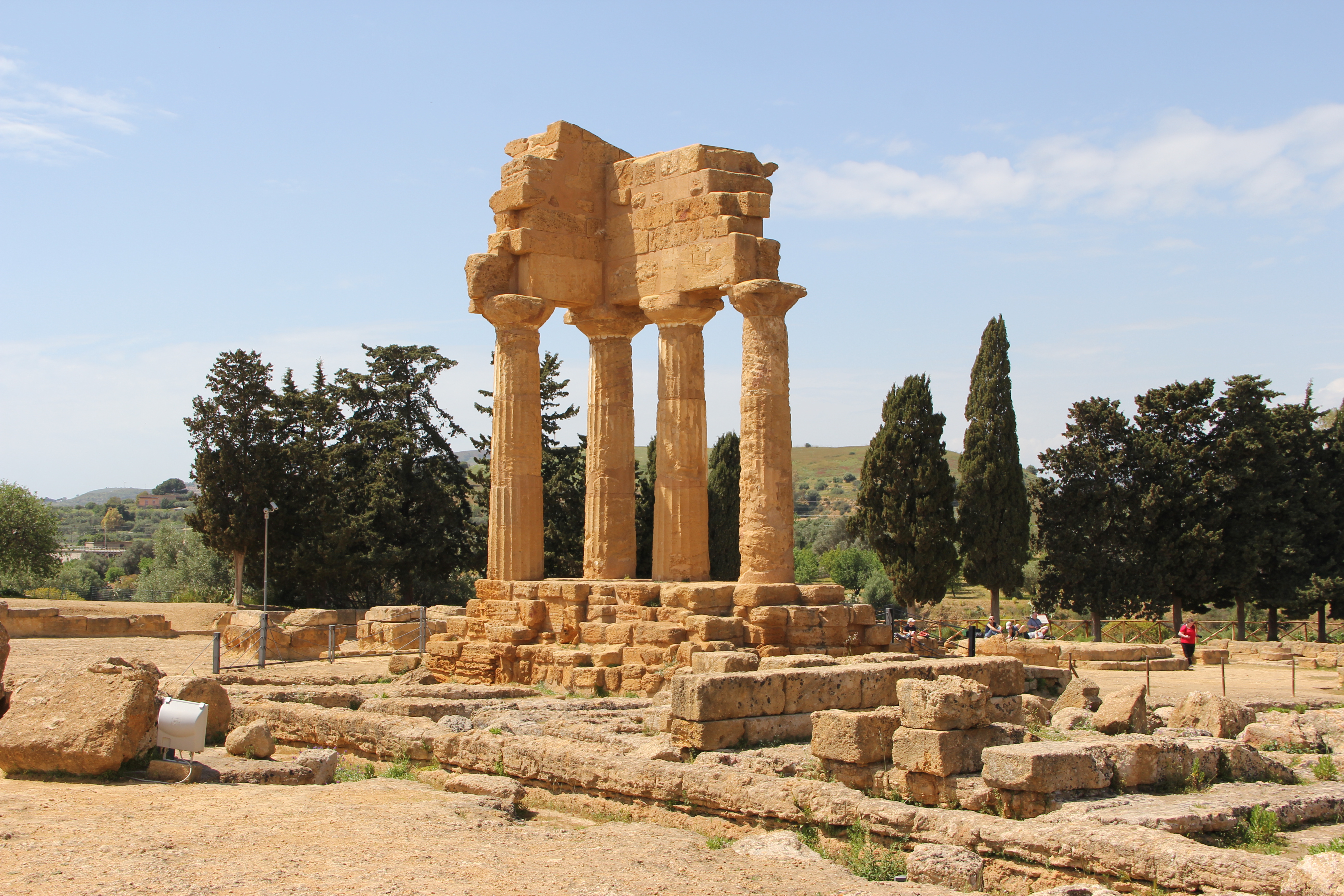
Temple des Dioscures

À l'ouest de l'Olympiéion s'étend jusqu'à la Porte V un quartier de la ville, avec des vestiges de maisons d'habitation. Du nord de ce temple part une voie processionnelle qui longe les habitations pour rejoindre la Porte V et le « temple des Dioscures ». Ce nom lui a été attribué arbitrairement : des sources antiques nous disent, certes, que Castor et Pollux étaient honorés à Acragas, mais les dernières recherches tendent plutôt à rattacher les jumeaux à celui qu'on appelle traditionnellement « temple de la Concorde ».
Le « temple des Dioscures » est un temple dorique périptère du milieu du Ve siècle av. J.-C., de plan semblable à celui « de la Concorde ». Le coin sud-est a été remonté en 1836 par le sculpteur Valerio Villareale et l'architecte Saverio Cavallari. Le couronnement pourrait provenir du temple L. Cette reconstruction est certes très pittoresque, et elle est même devenue un symbole et l'un des sujets les plus photographiés des vestiges d'Agrigente, mais elle est refusée du monde professionnel, qui y voit un mélange d'éléments de différents styles et de différentes époques. De nombreux restes de tambours des colonnes cannelées qui formaient autrefois le péristyle sont disséminés sur toute la surface du temple. On peut aussi distinguer des restes de l'autel, du côté est.

### Temple d'Héra (temple D)

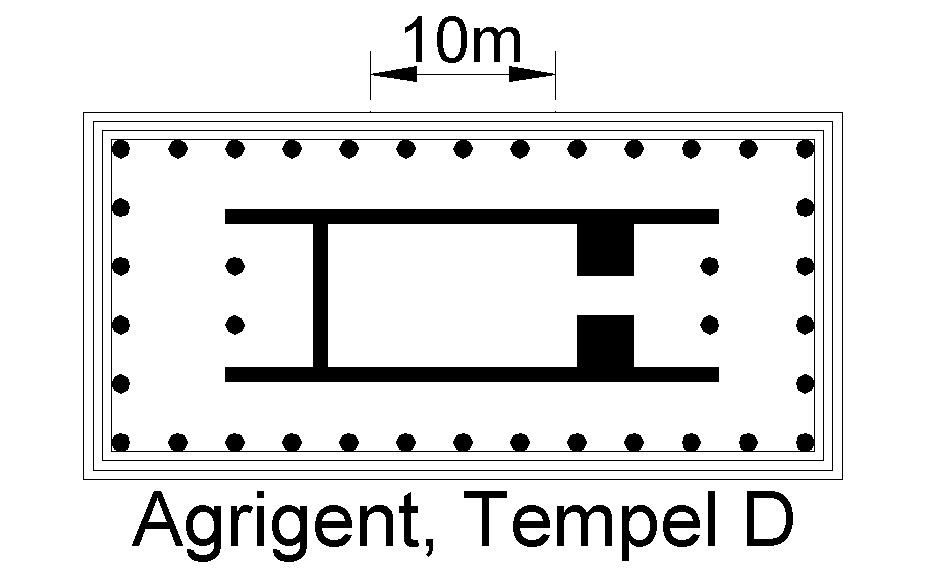
Temple D (temple d'Héra)

Le « temple d'Héra » ou encore « de Junon Lacinienne » est, pour le visiteur, le dernier de la série, puisqu'il se trouve à l'extrémité sud-est du plateau. En vérité, on ne sait trop à qui ce temple était dédié : son attribution à Héra ne repose que sur une confusion ancienne avec le temple d'Héra du Capo Lacinio, près de la ville calabraise de Crotone. On y aurait adoré Poséidon selon Biagio Pace.
Le « temple d'Héra » fut élevé dans les années -460/-450. C'est un temple dorique périptère de 6 × 13 colonnes, construit sur un soubassement (krépis) à quatre degrés, comparable à celui du « temple de la Concorde » et destiné compenser les inégalités du terrain. Son plan est également très similaire. Le conflit d'angles propre aux temples doriques a cependant été résolu de manière différente : les angles nord, ouest et sud ont subi une simple contraction, c'est-à-dire que seul l'écartement des colonnes extrêmes a été réduit, tandis que sur la façade (côté est) on n'a pratiqué aucune contraction latérale, mais uniquement une réduction de l'espace entre les deux colonnes centrales.
Le temple a été incendié en -406 par les Carthaginois, puis réparé par les Romains, au Ier siècle av. J.-C. Des tuiles de terre cuite remplacèrent alors celles de marbre. L'anastylose a commencé dès 1796 sous la direction du prince Gabriele di Torremuzza : aujourd'hui, 25 des 34 colonnes du péristyle ont été reconstituées. La colonnade nord conserve donc l'ensemble de ses chapiteaux et de son architrave, tandis que la cella est réduite à des éléments de soubassement et bases de colonnes, entre les murs d'antes du pronaos et de l'opisthodome.
Du côté est se trouve l'autel de 29,3 m × 10 m, presque aussi vaste que la cella, mais en biais par rapport à elle. On a trouvé une citerne en arrière du temple, côté ouest.

Temple d'Héra
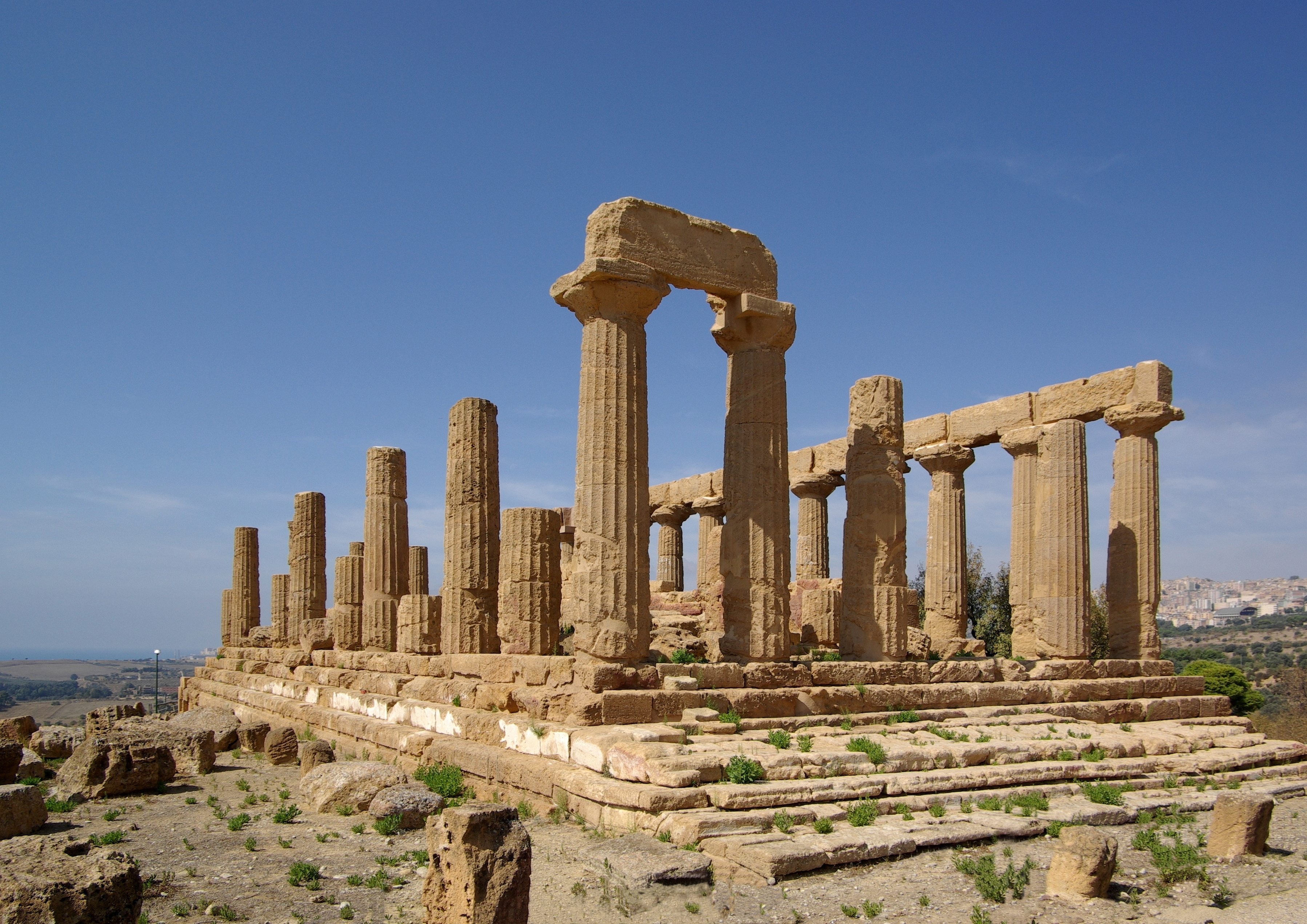
Temple d'Héra
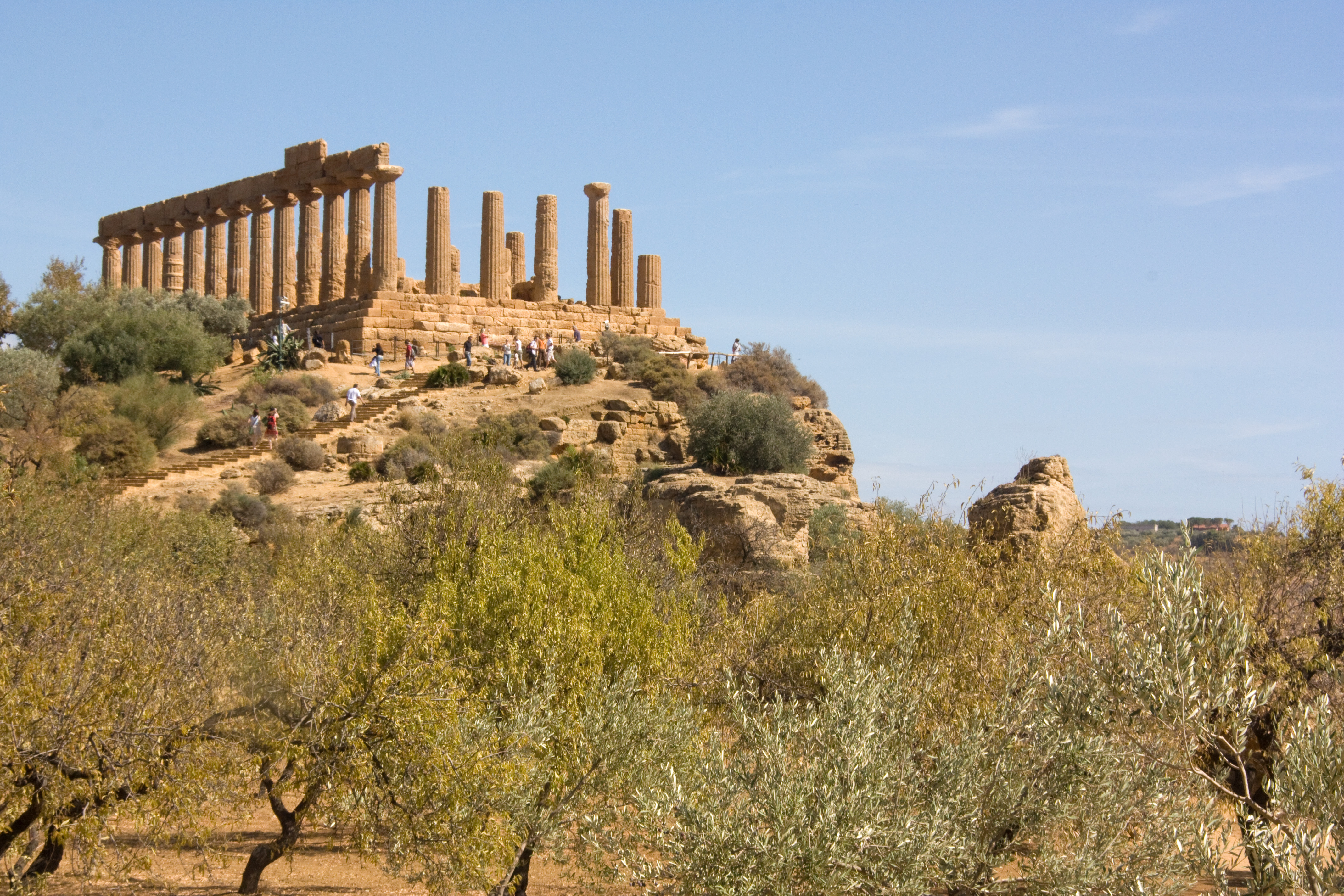

### Temple de la Concorde (temple F)

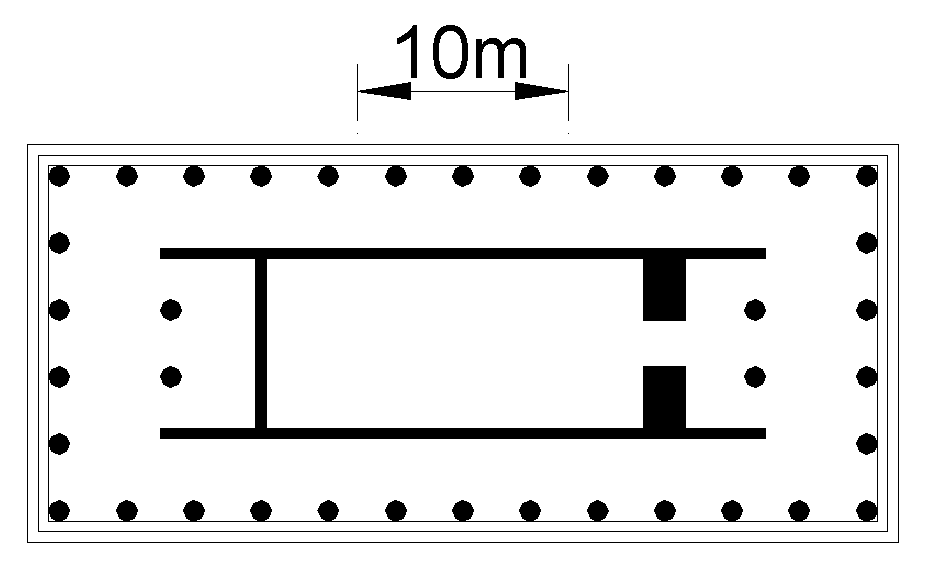
Temple F (de la Concorde)

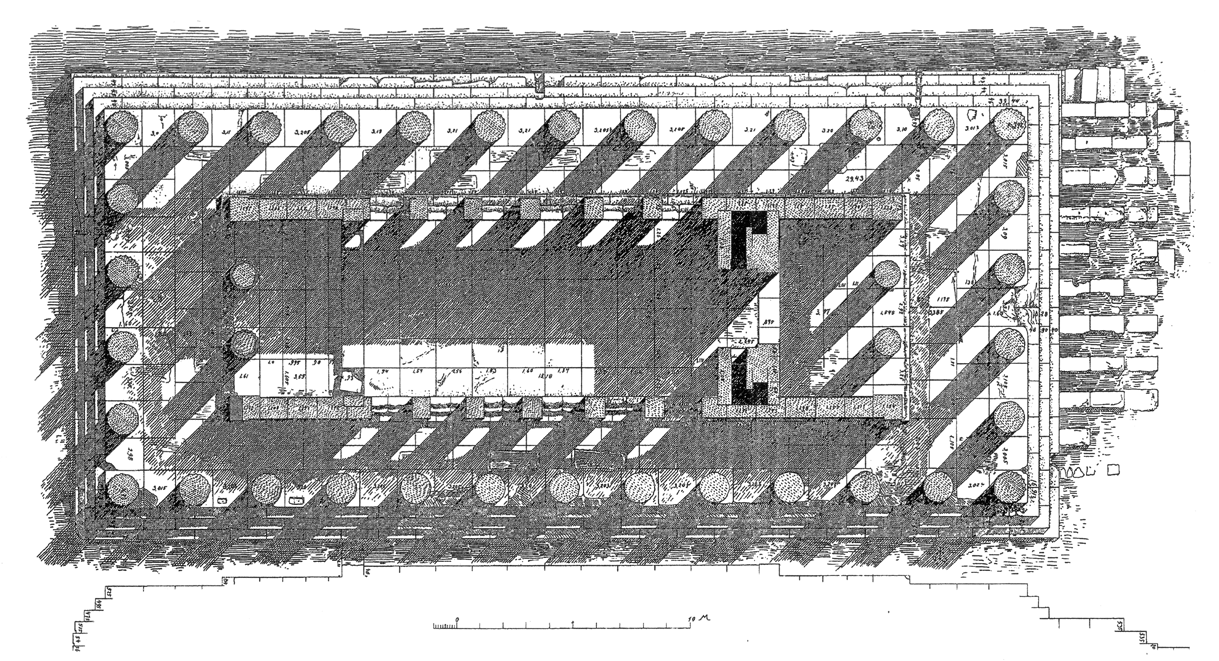
Temple de la Concorde, par Robert Koldewey

Le temple de la Concorde est, avec l'Héphaïstéion (Théséion) d'Athènes et le temple de Poséidon à Paestum, l'un des temples les mieux conservés de l'antiquité grecque. Son appellation arbitraire n'est due qu'à une inscription romaine trouvée à proximité, où figurait le mot latin concordia. Il a été construit dans les années -440 à -430.
Les inégalités du terrain sur lequel il est édifié sont compensées par un soubassement (krépis) important. Son plan correspond à la forme la plus classique des temples d'Agrigente : pronaos, naos, opisthodome et péristyle de 6 × 13 colonnes.
Le temple de la Concorde est de tous ceux d'Agrigente celui qui a été réalisé avec le plus de précision. Le problème des extrémités propre aux temples doriques (conflit entre la régularité des métopes et des triglyphes d'une part, et l'espacement régulier des colonnes d'autre part) a été résolu d'une manière inhabituelle : il a été procédé tout à la fois au rétrécissement de l'espace entre les deux dernières colonnes et à l'allongement de la métope extrême, pour un meilleur effet visuel.
Les recherches ont également montré que les parties inférieures du temple étaient ornées de stucs blancs, tandis que les frises, métopes et parties hautes étaient peintes de couleurs vives. Le toit était couvert de tuiles de marbre.

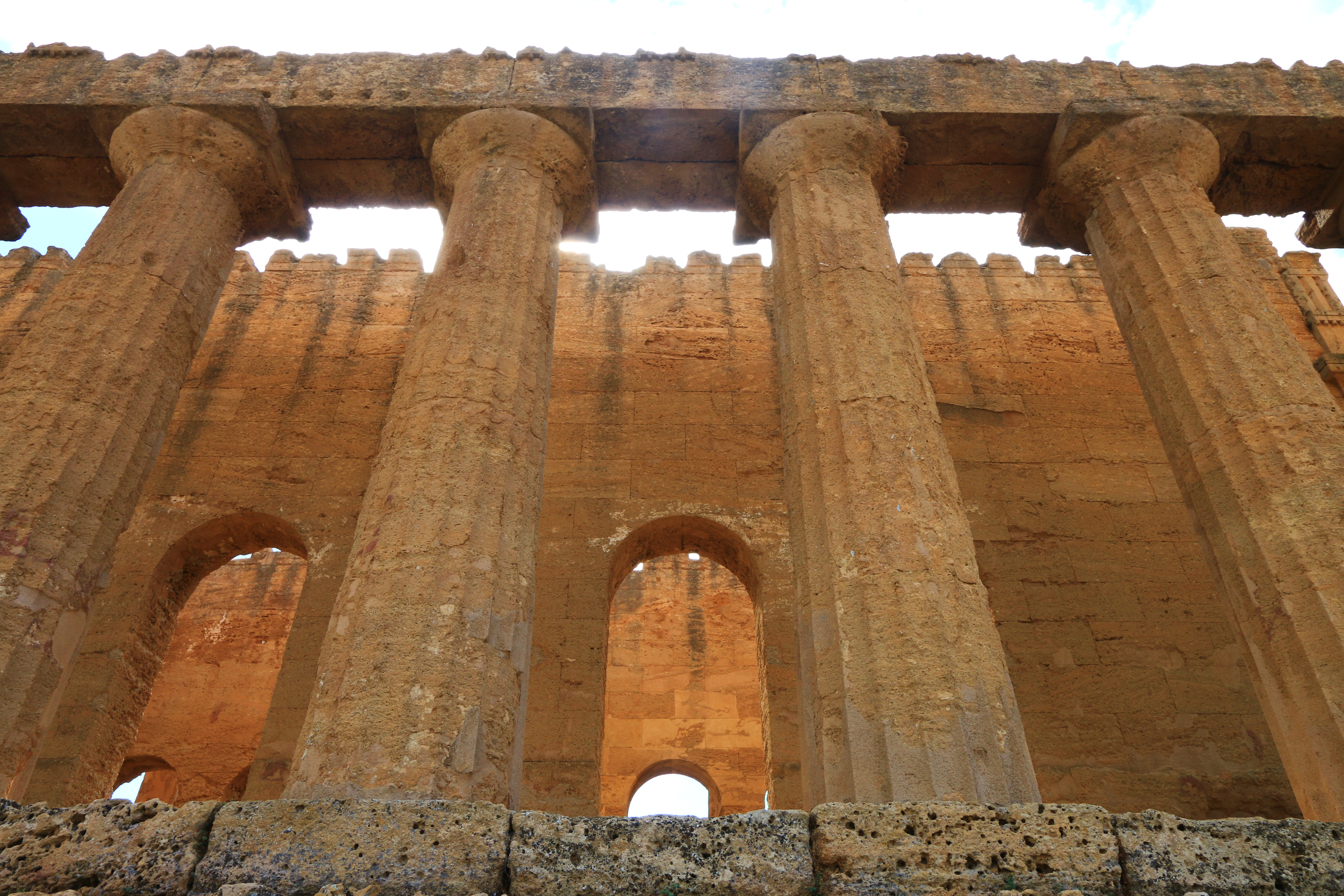
Vue des murs de la basilique romaine depuis le nord.

En 597, l'évêque Grégoire d'Agrigente a fait du temple une basilique chrétienne consacrée aux apôtres Pierre et Paul, après en avoir chassé les démons païens Eber et Raps qui y demeuraient. Chacun des murs de la cella fut alors percé de douze arcatures, et les entrecolonnements furent murés, tout comme on peut encore le voir de nos jours à la cathédrale de Syracuse. L'entrée fut reportée sur le côté ouest, ce qui entraîna la suppression de la cloison entre le naos et l'opisthodome, tandis que la sacristie trouvait sa place dans l'ancien pronaos.
La découverte dans le temple de deux figures de dieux puniques mises de côté a fait déduire que déjà les Grecs y honoraient deux divinités, peut-être les Dioscures.
Après l'abandon de la cité, l'église fut à nouveau remise en usage, jusqu'au XVIIe siècle. Elle est désaffectée en 1748. En 1788, les dernières structures appartenant à l'église chrétienne sont enlevées par ordre du prince de Torremuzza. Depuis lors, le temple a été restauré dans son état initial.

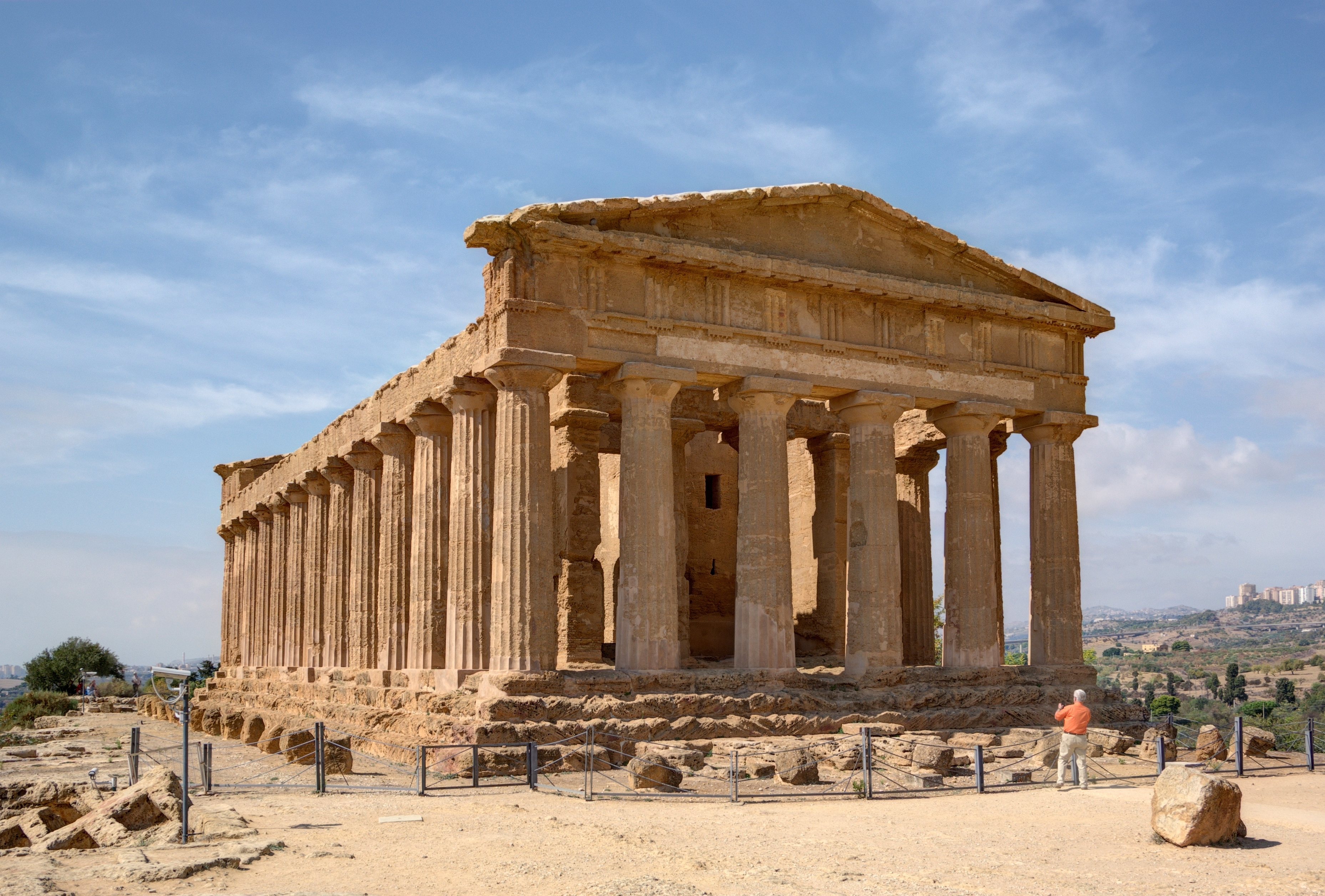
Temple de la Concorde
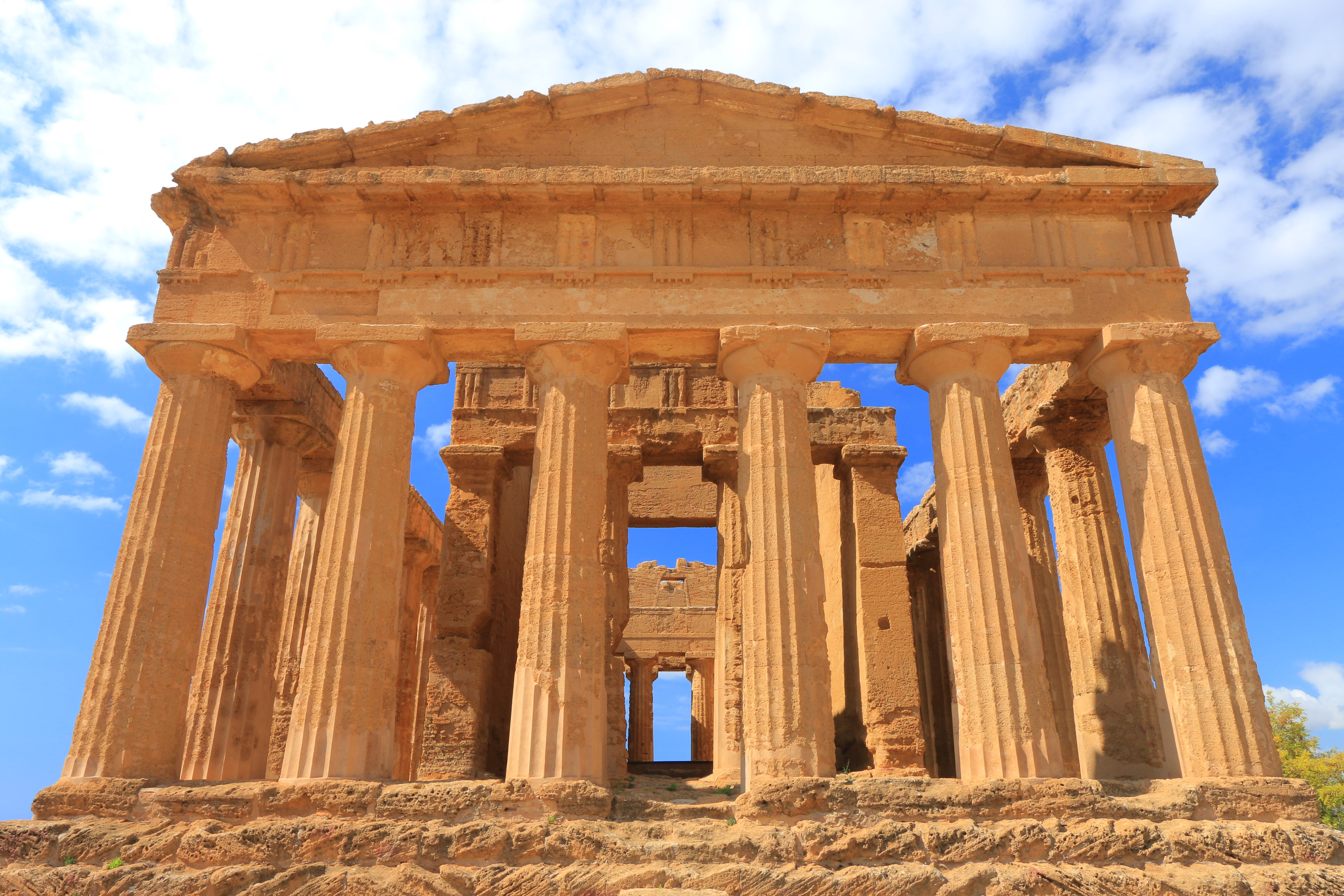
Façade est
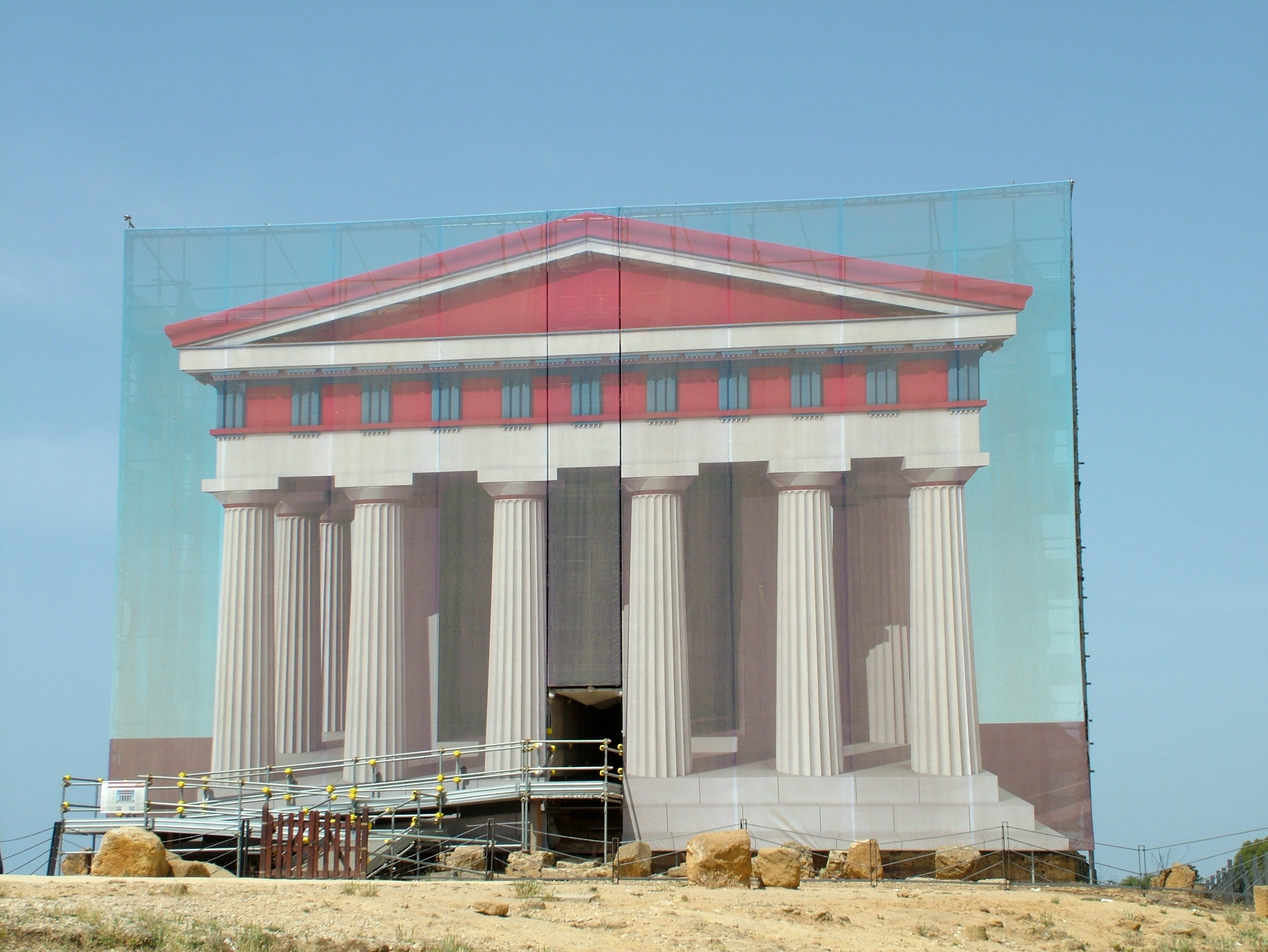
Reconstitution en couleurs

### Temple L
Au sud du temple des Dioscures, se trouvent des colonnes, une partie de l'entablement et le grand autel rectangulaire d'un autre temple périptère (temple L), de même plan, mais un peu plus grand (41,80 sur 20,20 mètres). Construit au milieu du Ve siècle, son entablement aurait été remplacé au IIIe siècle av. J.-C.  dans un style hellénistique. Le couronnement disparu est peut-être celui replacé en 1836 sur le temple des Dioscures.

### Sanctuaire des divinités chthoniennes et autres structures
Les temples F et L se dressent sur un téménos qui est le plus ancien de tous les lieux de cultes connus à Agrigente. On y a retrouvé un ensemble culturel du VIIe siècle voire plus ancien, où les Grecs vénéraient leurs dieux avant la construction des grands temples, comme l'y faisant déjà les Sicanes. Les deux temples ont probablement été construits sur des édifices cultuels antérieurs.
Ce sanctuaire des divinités chthoniennes s'étend sur trois terrasses près de la porte V, principale entrée méridionale de la ville : l'area sacra, la terrasse des autels circulaires, où se trouvent les temples F et L, et la terrasse des Donarii. Il a été fouillé par Pirro Marconi (1927-1932), P Griffo (1953-1955 et 1966-1973) Ernesto De Miro (1975, 1995-1996) et M. Musumeci (2004-2005).
Dans la partie nord du sanctuaire se trouvent encore les soubassements de lieux de culte remontant à la première moitié du VIe siècle av. J.-C., c'est-à-dire peu de temps après la fondation de la ville. Au milieu de ces lieux de cultes se trouvent un autel circulaire et un autre rectangulaire. L'autel circulaire a une cavité médiane qui servait à déposer les offrandes liquides, ou bien à recueillir le sang des animaux offerts en sacrifice. Tout autour de ces autels s'ordonnent des bâtiments en forme de mégarons avec pronaos, naos et adyton, deux en direction est-ouest, et un en direction nord-sud. Ce dernier est relié à un bâtiment cultuel à cella rectangulaire qui comporte une entrée dont la façade est constituée de quatre piliers. Au nord se trouve un autre bâtiment cultuel aux allures de labyrinthe, avec un autel carré dans une pièce latérale, et un autel circulaire dans la dernière salle.
Les Grecs y honoraient les divinités chthoniennes, surtout les déesses de la terre et de la fertilité, Déméter et sa fille Perséphone, dont Pindare dit qu'elle a son siège à Agrigente, mais aussi Hécate et Hadès, représentées par de petites statuettes de terre cuite (voir galerie ci-dessous).
Un peu plus loin se trouve le mur d'enceinte de la ville.
De l'autre côté de la route qui mène à la Porta Aurea, s'étend une vaste esplanade, « il campo dell'Olympeion ».

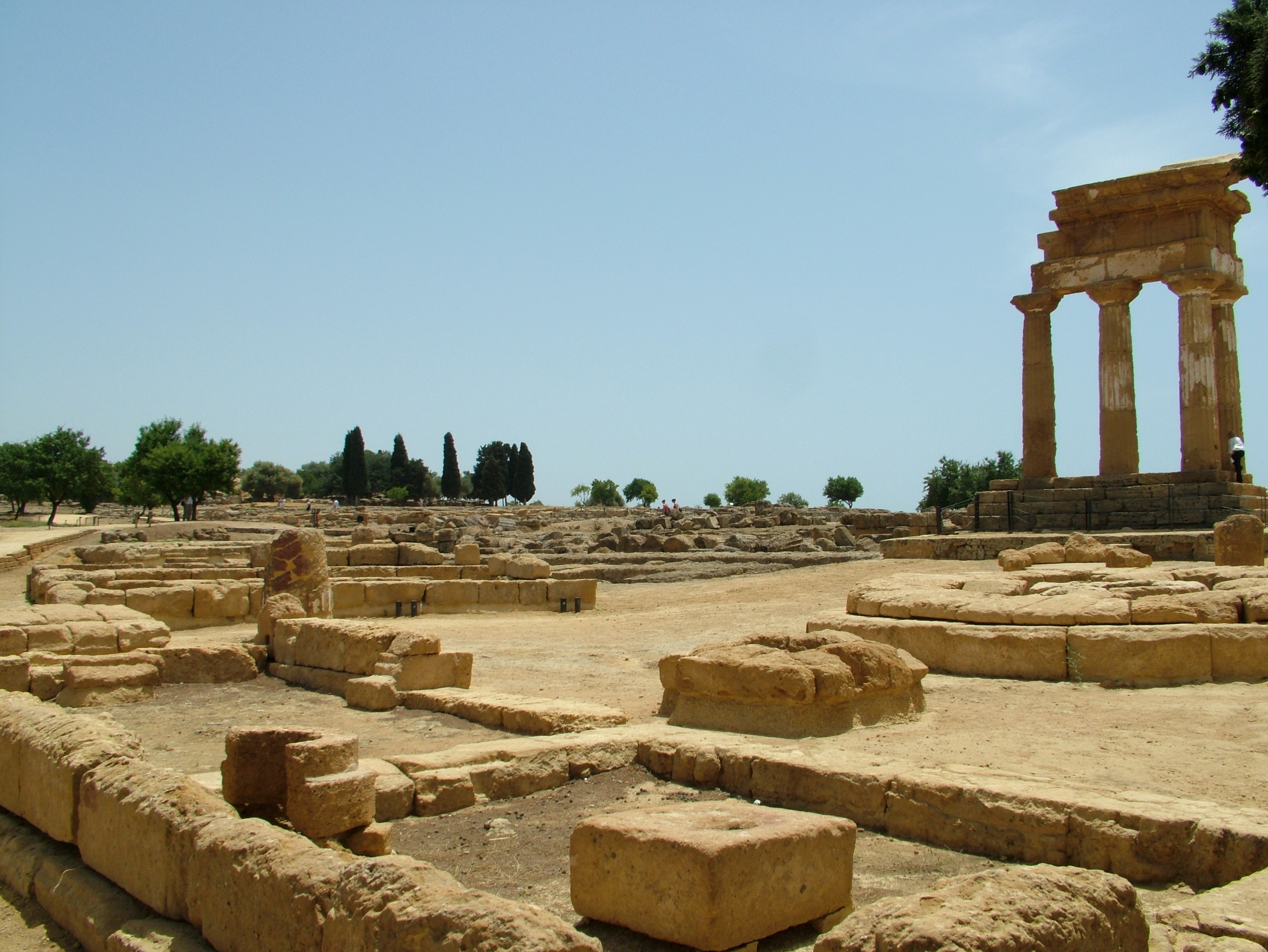
Sanctuaire des divinités chthoniennes, près du temple des Dioscures.
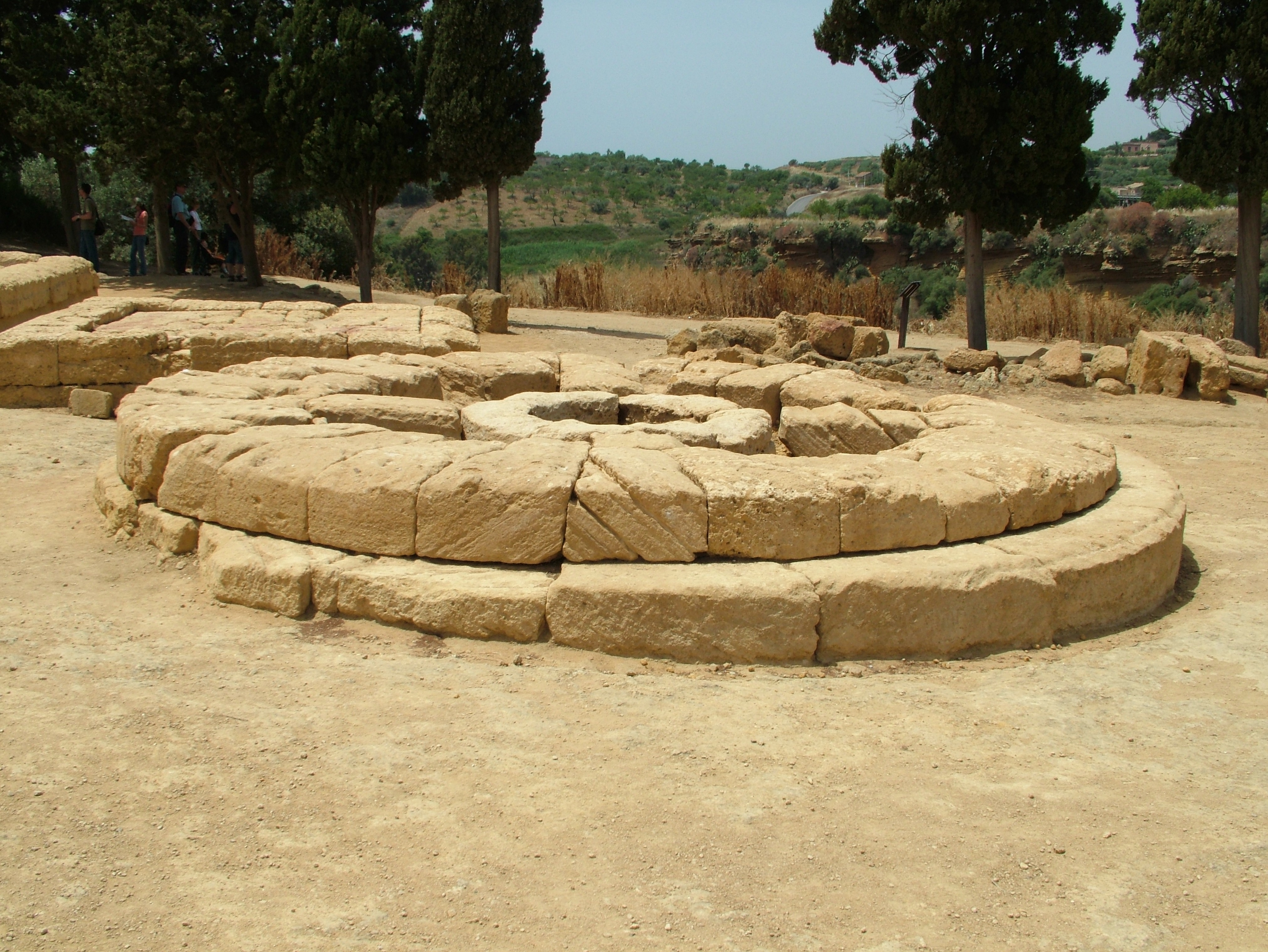
Sanctuaire des divinités chthoniennes : grand autel circulaire.
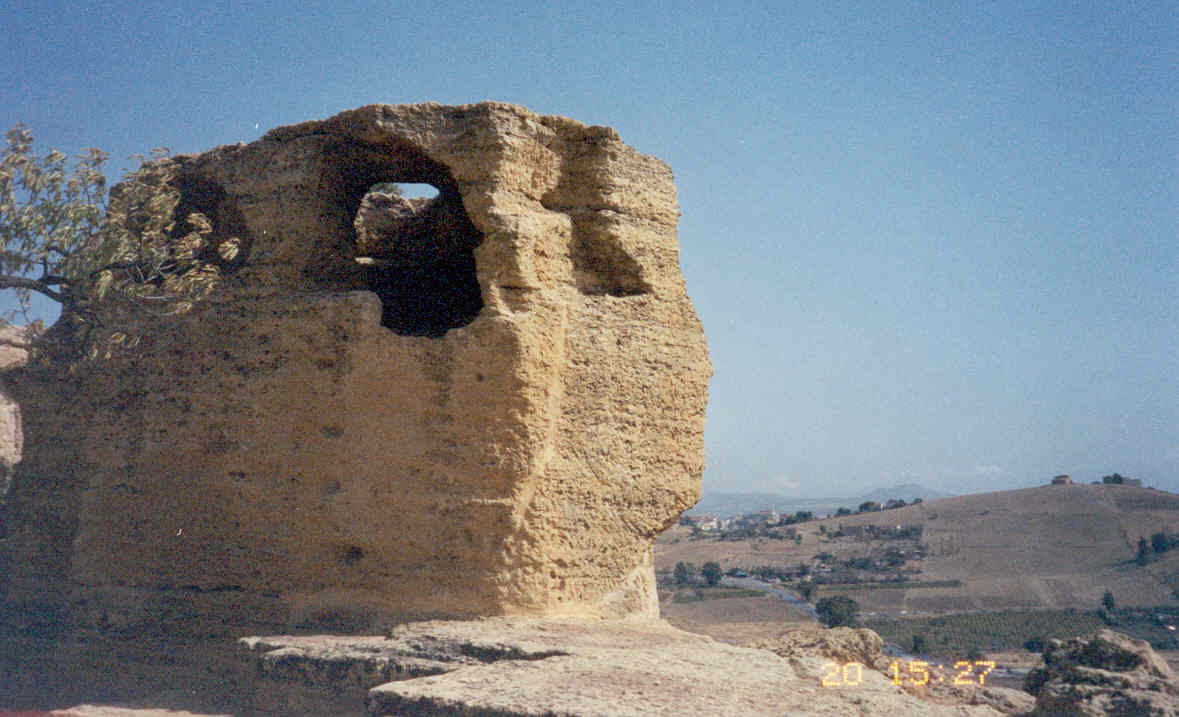
Mur d'enceinte de la ville

### Nécropoles
Une grande nécropole paléochrétienne abrite des tombes archaïques païennes et chrétiennes du IIIe au VIe siècle entre les temples d'Héra et d'Hercule. On trouve des arcosoli sont visibles entre le temple de Junon et celui de Concordia, des hypogées vers l'est et au sud, dans le jardin de la Villa Aurea. La grotte de Fragapane accueille une grande catacombe.
En contrebas de la terrasse, près de la porte Aurea, la nécropole romaine de Giambertoni est occupée du IIe siècle av. J.-C. et le IIIe siècle. On y a retrouvé le sarcophage d'un enfant en marbre blanc, conservé au Musée archéologique.
S'y trouve également le tombeau dit de Théron, qui aurait été édifié au IIe ou Ier siècle av. J.-C., ou reconstruit en souvenir des morts de la deuxième guerre punique. Sur un podium quadrangulaire de 4 mètres de hauteur, coiffé d'un naïskos aux portes aveugles, il associe colonnes ioniques et architrave dorique avec une influence anatolienne. Il était coiffé d'un toit à flèche. Le nom du tyran lui est donné au XVIIIe siècle.

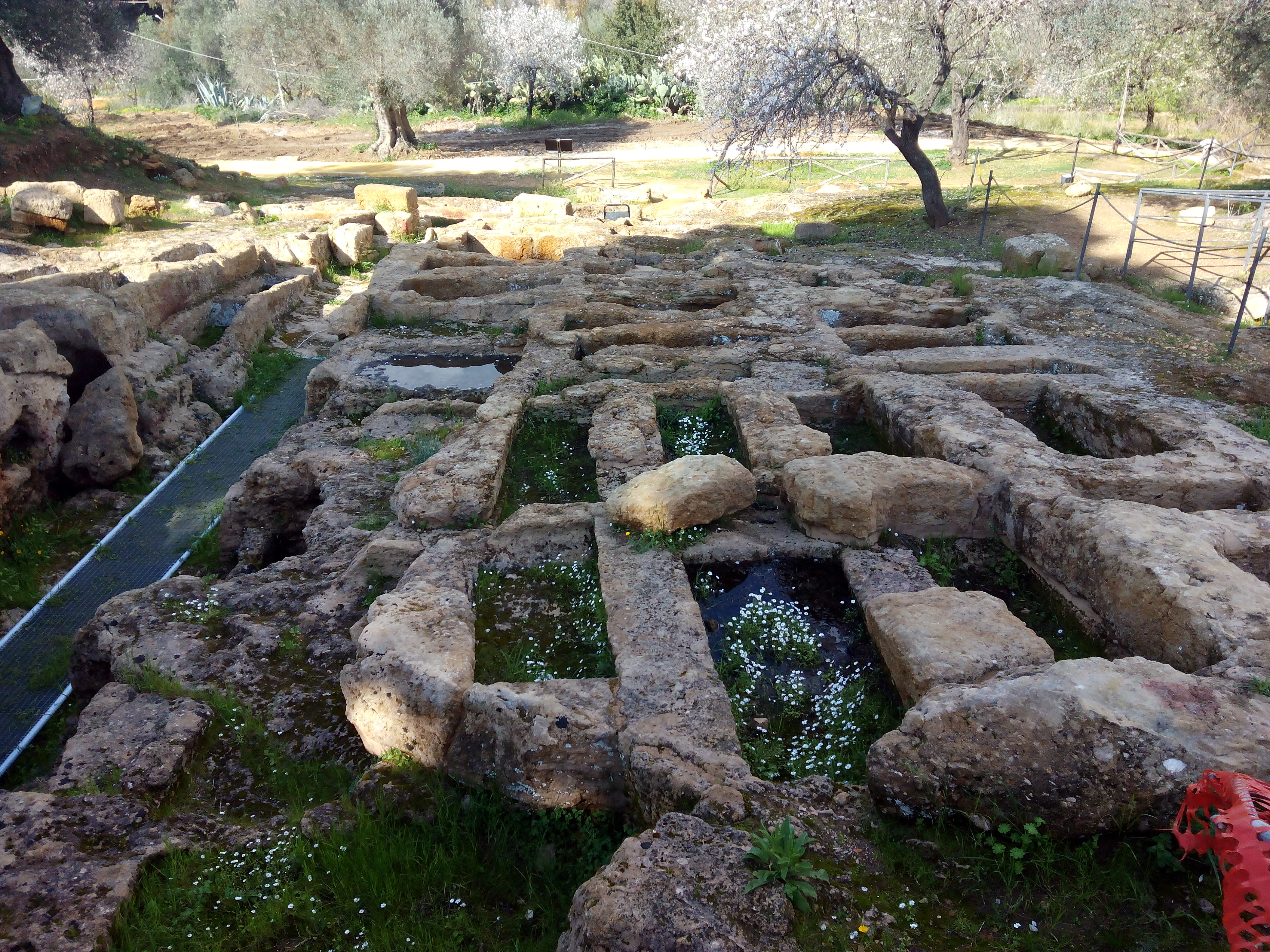
Nécropole paléochrétienne
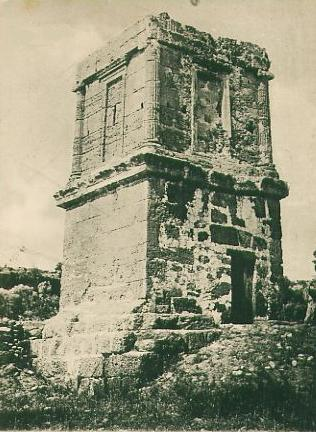
Tombe dite de Théron

### Colline San Nicola
Sur la colline de San Nicola, on peut voir les restes de l'ekklesiasterion, de l'agora et du bouleutérion (ou salle du conseil). Sous le règne d'Auguste, les Romains réunissent probablement la curie dans le bouleutérion et élèvent leur forum sur l'ancienne agora, en commençant par la construction d'un petit temple prostyle à podium de 12,40 x 8,85 m[réf. nécessaire] réunissant ordres dorique et ionique. Un autel est situé à l'est à la place de l'ekklesiasterion abandonné au  IIe siècle av. J.-C. Transformé en chapelle à l'époque normande, il prend plus tard le nom trompeur d'« Oratoire de Phalaris ». Vers le milieu du Ier siècle, un temple sur podium plus grand, doté de deux escaliers latéraux au siècle suivant aurait été dédié au culte d'Isis, assimilée à Aphrodite, au regard de la découverte d'un oscillum.
Longtemps recherché, un théâtre, semblable à ceux de Ségeste et Sélinonte, a été identifié en juin 2016 au sud du quartier.
Entre l'agora supérieure et l'agora inférieure, le long d'un cardo nord/sud le gymnase se dresse sous Auguste avec un portique à colonnade et frise doriques, xyste couvert, longeant une piste de course. Au nord, un potentiel établissement de bains. Détruit entre la fin du IIe siècle et la première moitié du IIIe siècle, il s'efface dans le second quart du IVe siècle, au profit de trois édifices à la destination inconnue, peut-être d’activité  commerciale selon Graziella Fiorentini (entrepôts couverts ou marchés). Rapidement abandonnés, la zone accueille un pressoir ou une meule au VIIe siècle et deux fours pour la céramique entre le VIIIe et le IXe siècle.
Dans le quartier hellénistico-romain, dont les vestiges couvrent environ 10 000 mètres carrés, ont été mis au jour 27 belles maisons aux sols en mosaïque, ainsi que des systèmes de distribution d'eau, d'égouts et de drainage.

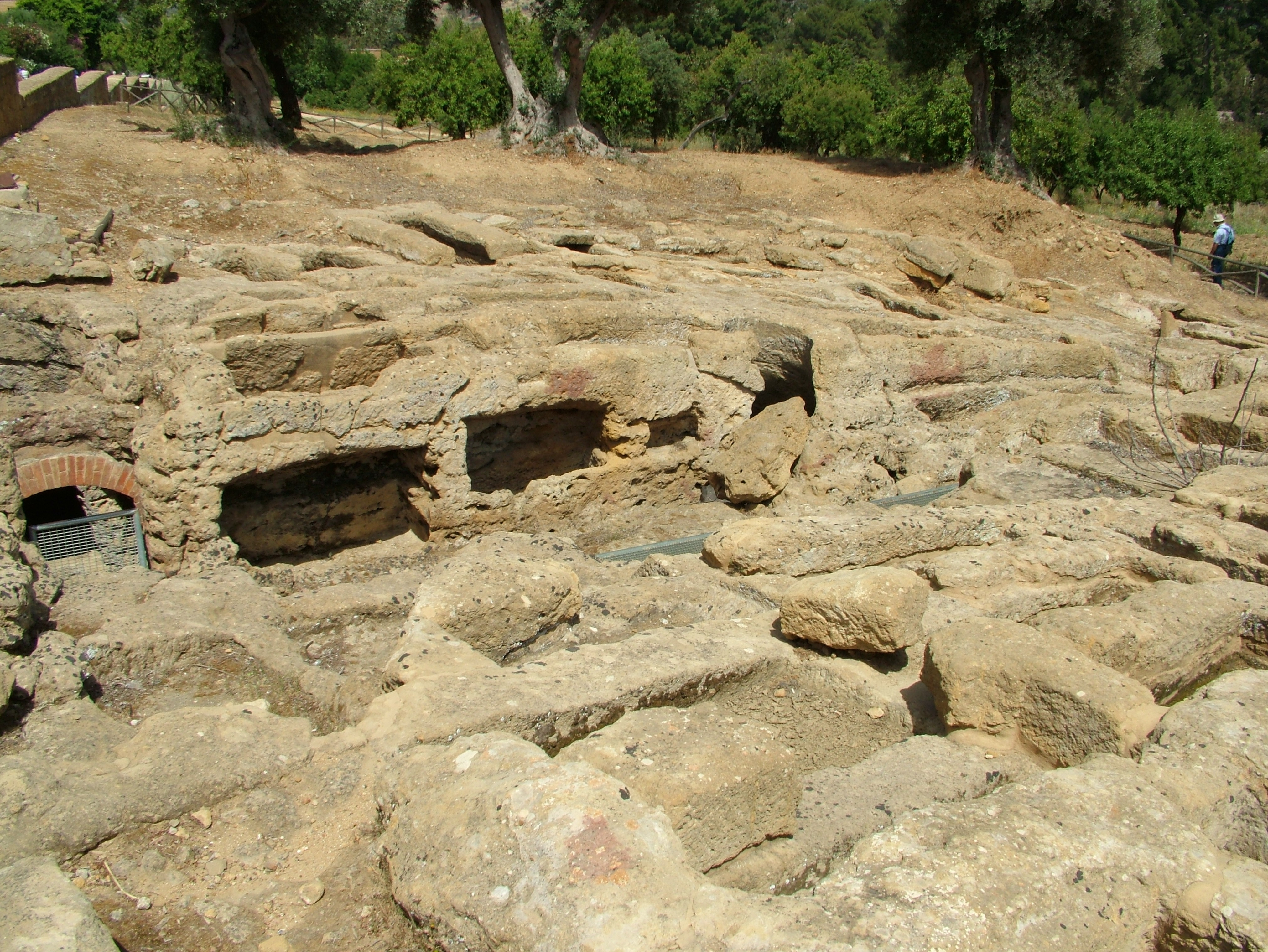
Nécropole paléochrétienne
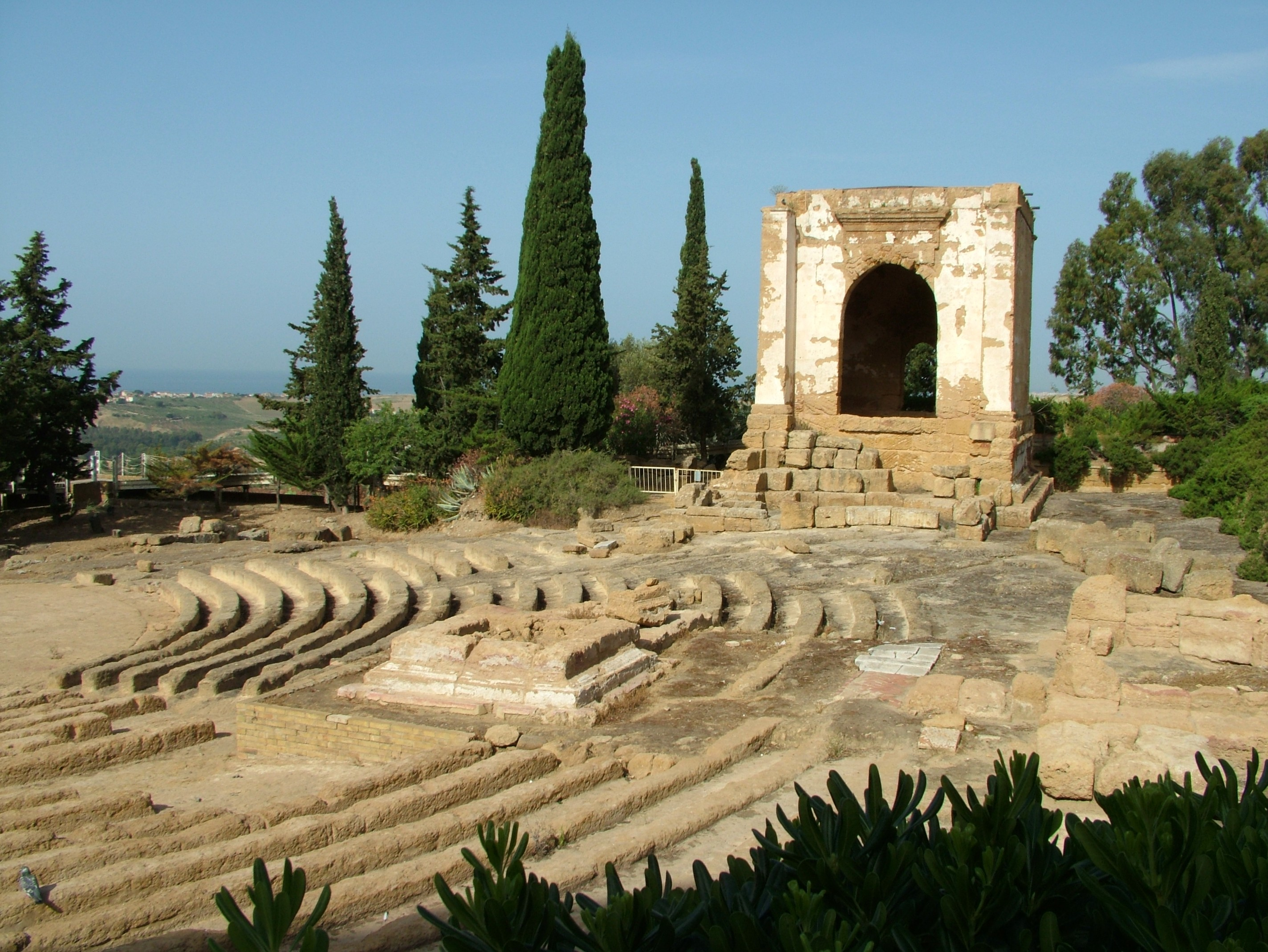
Ecclésiastérion et oratoire de Phalaris
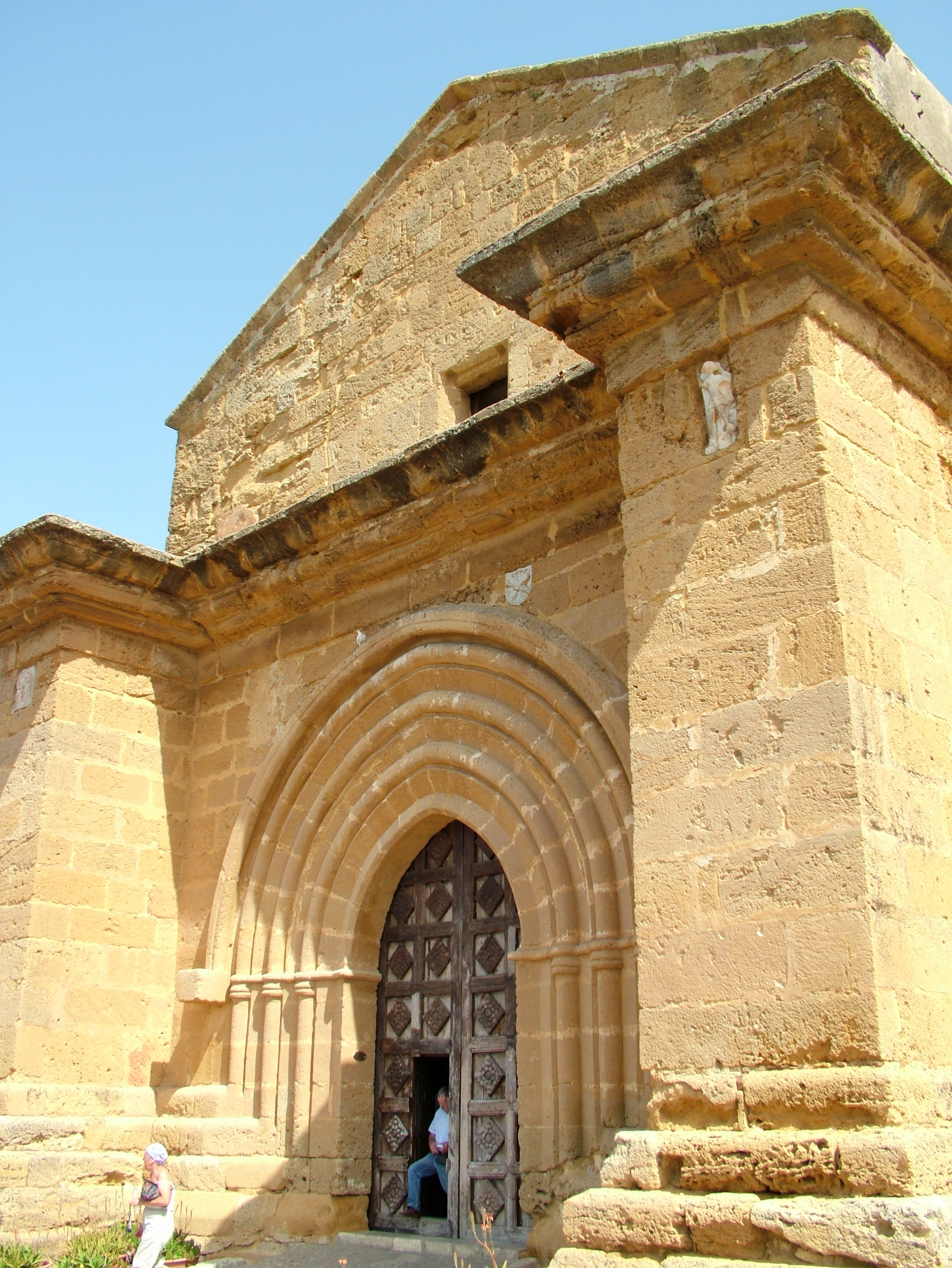
Église de San Nicola
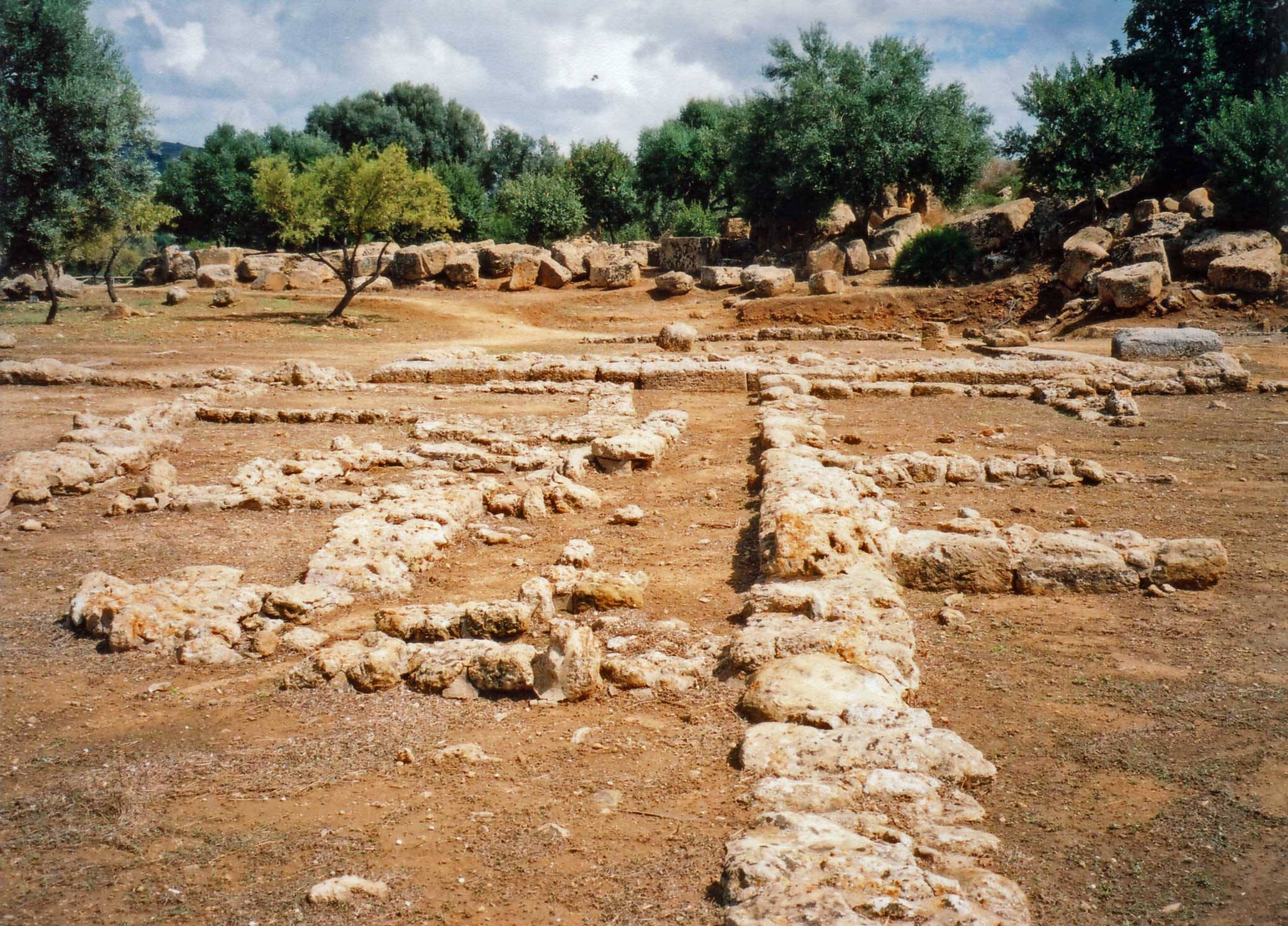
Quartier d'habitations
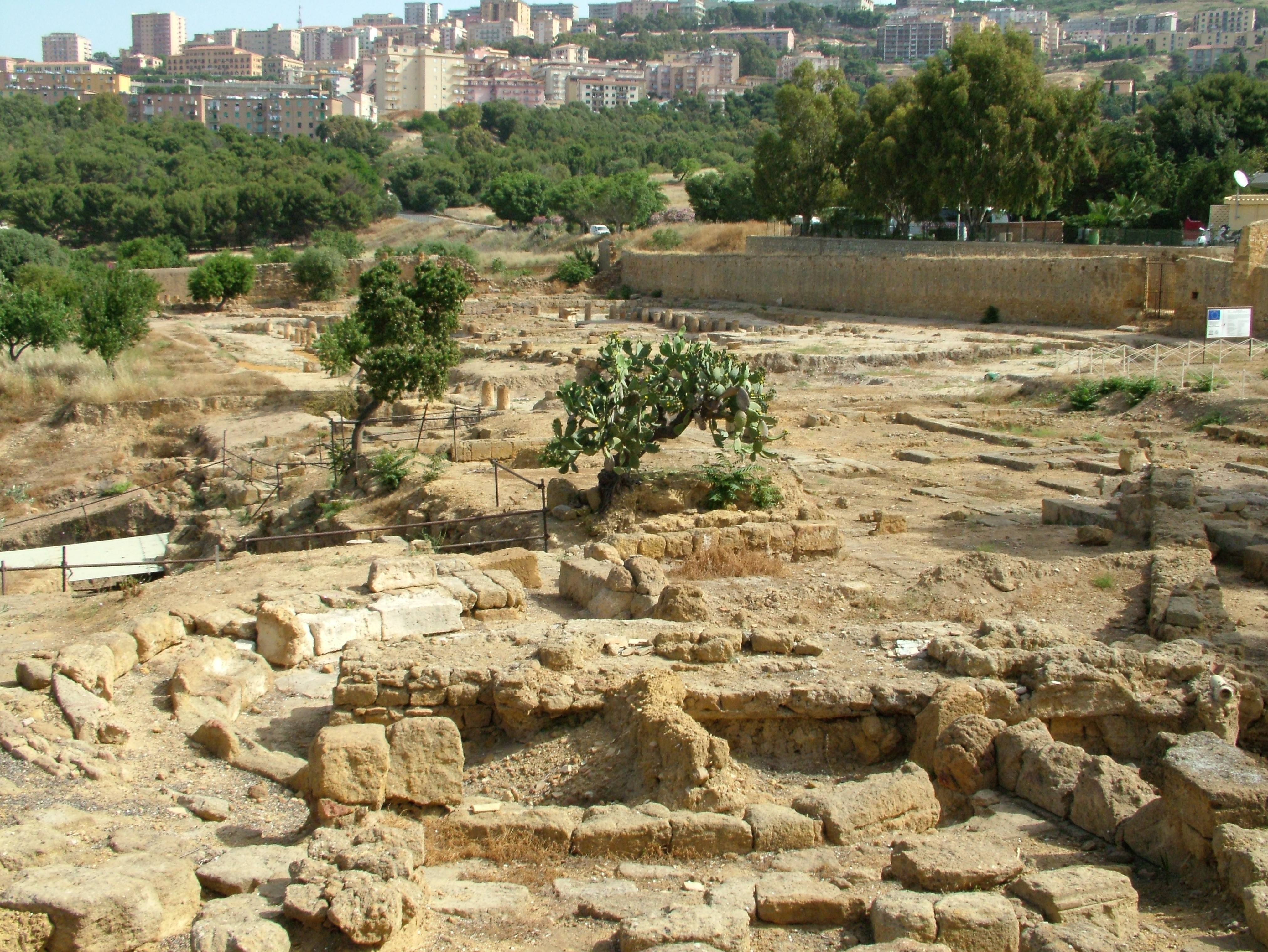
Restes de l'agora

### Acropole

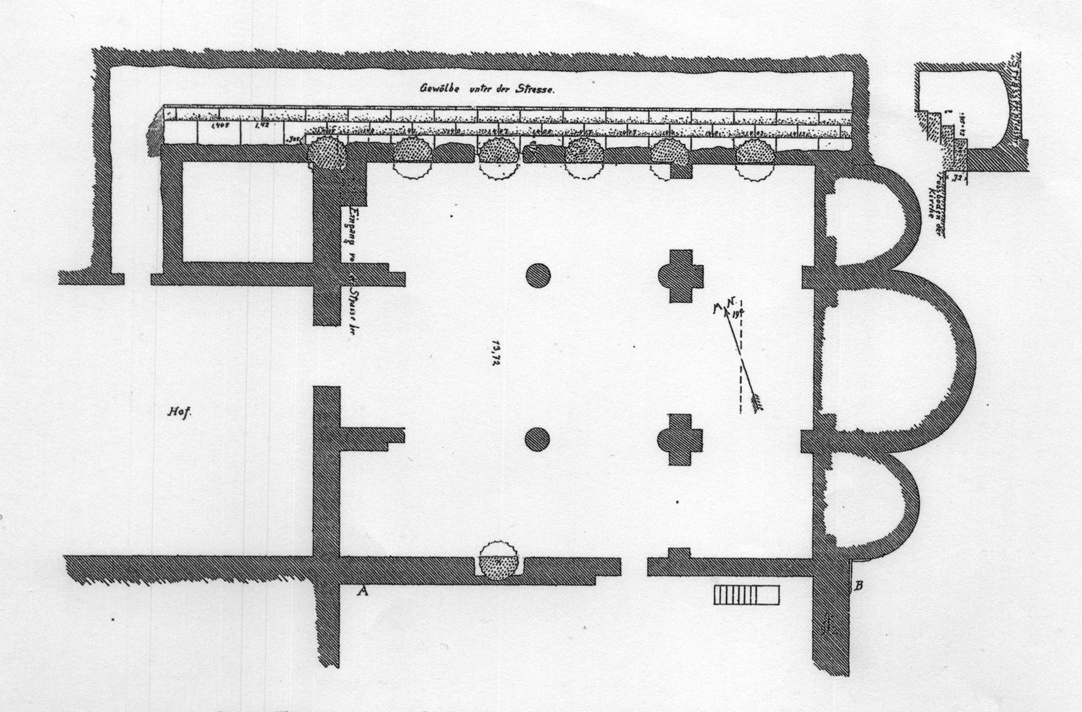
Temple d'Athéna.

L'acropole, où a pris place la ville moderne d’Agrigente, abrite les restes d'un temple dédié à Athéna Lindia par Théron, situé sous l’église de Santa Maria dei Greci pour l'élévation de laquelle ont été reprises sept colonnes de l’édifice antique.
Polybe évoque également un temple dédié à Zeus Atabyrios, mais les sources le considèrent parfois comme le même que celui dédié à Athéna Lindia, ces deux cultes étant importés de Rhodes, parfois comme distinct.

### Temple d'Asclépios

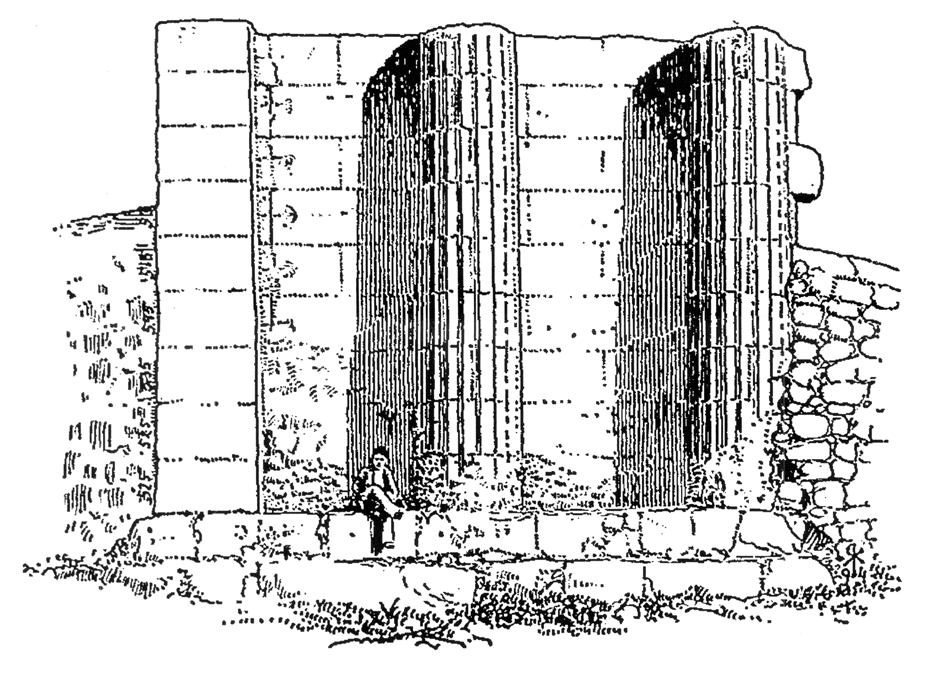
Temple d'Asclépios, par Robert Koldewey.

Ce temple dorique, distyle in antis, avec deux colonnes engagées à l’arrière, aux dimensions modestes, a été élevé à toute fin du Ve siècle à l'extrémité de la terrasse méridionale, dans la plaine de San Gregorio, près d'une source aux vertus curatives, non loin de l’Acragas.
Il est inclus dans un sanctuaire plus vaste dédié au dieu de la médecine, déjà occupé par un culte au VIe siècle av. J.-C., et qui acquiert son aspect définitif au cours du IIIe siècle av. J.-C., avec un petit bâtiment à atrium d'accès, cella et puits, les restes de deux portiques à colonnades, des citernes, une fontaine et des bâtiments destinés à l'accueil des malades.

### Temple d'Héphaïstos ou de Vulcain (temple G)
À l'ouest du Jardin de la Kolymbethra, lieu supposé du lac artificiel de plus d'un kilomètre de circonférence et 9 mètres de profondeur, creusé à l'époque de Théron pour élever des poissons, il ne reste que deux colonnes érigées d'un grand temple dorique qui laisse percevoir des influences ioniques rudimentaires. Il était consacré à Héphaïstos. Alexander Hardcastle mène des restaurations en 1928 et 1929. Les fondations d'un petit temple du VIe siècle av. J.-C. ont été trouvées à l'intérieur de la cella.
Un sacellum prostyle avec cella et pronaos a été découvert à proximité. Daté à -560 / -550, il mesurait 13,25 mètres par 6,5.

### Temple de Déméter (temple C) et sanctuaire du val Biagio

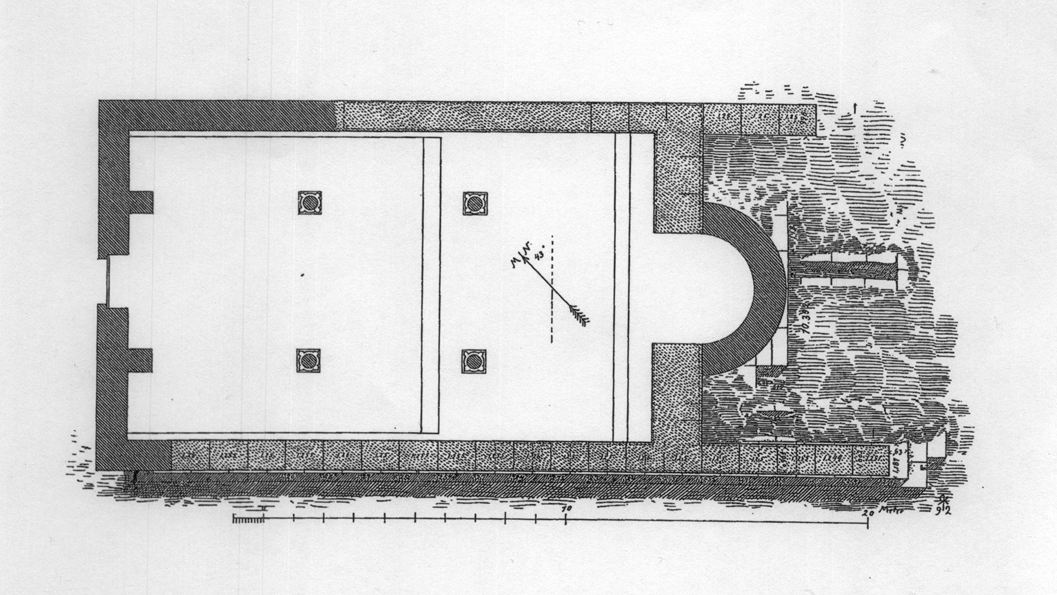
Temple de Déméter.

On trouve également un sanctuaire dédié aux divinités chthoniennes à l'est du site. Sur la pente méridionale de la Roche d’Athéna, à l'emplacement de l'actuelle église San Biagio du XIIe siècle, un temple in antis, avec pronaos et naos, était consacré à Déméter ou Artémis. À l'intérieur de l'enceinte urbaine, il dominait les fortifications de Porta I. Les fondations du hall du temple sont visibles à l'extérieur de l'abside de l'église. Deux autels ronds, pour les offrandes rituelles, se trouvent le long du côté nord.
À proximité, hors de l’enceinte urbaine, un péribole trapézoïdal et une entrée monumentale voûtée en encorbellement à deux portes donnent accès à deux cavités en grande partie artificielles de 1 à 2,5 mètres de large et 1,7 à 2,5 mètres de haut, qui entrent dans la Roche d’Athéna sur environ 30 mètres. Consacré à Déméter et Perséphone, Marconi l'a daté de la fin du VIIe siècle et pense qu'il a succédé à une vénération de la terre et de l'eau par les Sicanes, ce que conteste J.A. de Waele préférant une datation au début de la colonie. Les grottes possèdent un système de récupération de l'eau souterraine dans des bassins communicants, assimilé à un culte de l'eau par P. Marconi, mais qui daterait plutôt de la seconde moitié du IVe siècle dans le cadre d'un culte ultérieur des Nymphes.
De plus, on a découvert en 1965 à Santa Anna, sur les bords de l’Acragas, un thesmophorion (Polyen parle d'un culte de Demeter Thesmophoros dès les origines de la colonie) proche de celui du sanctuaire de Bitalemi à Géla avec deux fosses circulaires d'un diamètre de 2,30 m et d'une profondeur de 1,20 m et 1,70 m. Il a été actif de la seconde moitié du VIe au IIIe siècle av. J.-C..

## Musée archéologique

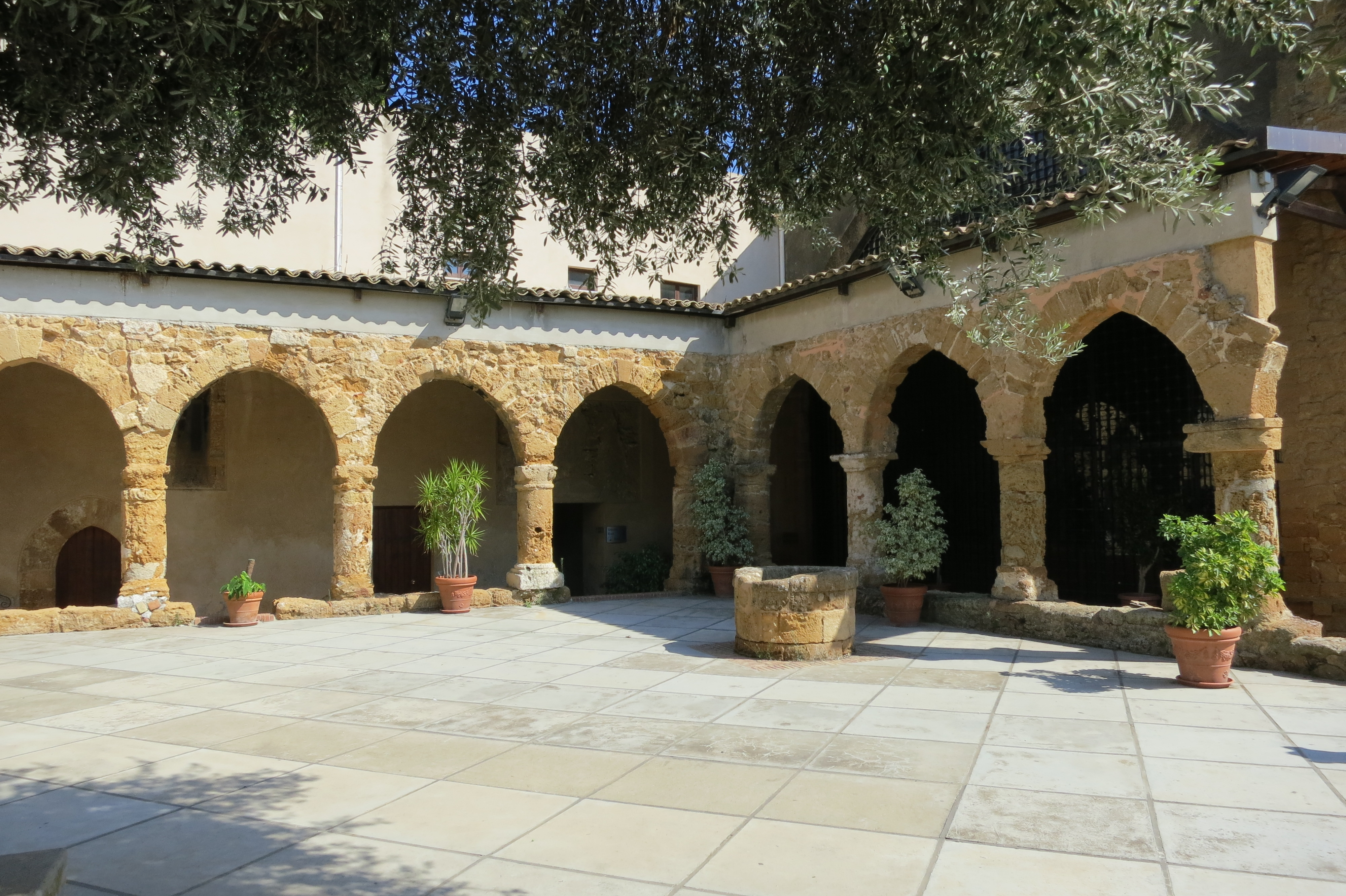
Ancien monastère cistercien qui abrite le musée.

Le musée archéologique, situé dans l'enceinte de la vallée des temples, expose 5688 pièces réparties dans 18 salles organisées selon des critères chronologique et topographique, allant de la préhistoire à la fin de l'époque gréco-romaine. La collection de céramiques est particulièrement importante et contient des chefs-d'œuvre, tels une scène sacrificielle et le portrait d'un acteur jouant Persée (voir ci-dessous). Le musée expose aussi des sculptures, un télamon, des maquettes de temples ainsi qu'une importante collection de pièces de monnaie et des inscriptions épigraphiques. Parmi les objets extraits de la nécropole, on remarque un sarcophage en marbre du IIe siècle illustrant sur trois de ses côtés divers moments de la vie d'un enfant mort prématurément

## Le site en peinture et dessins

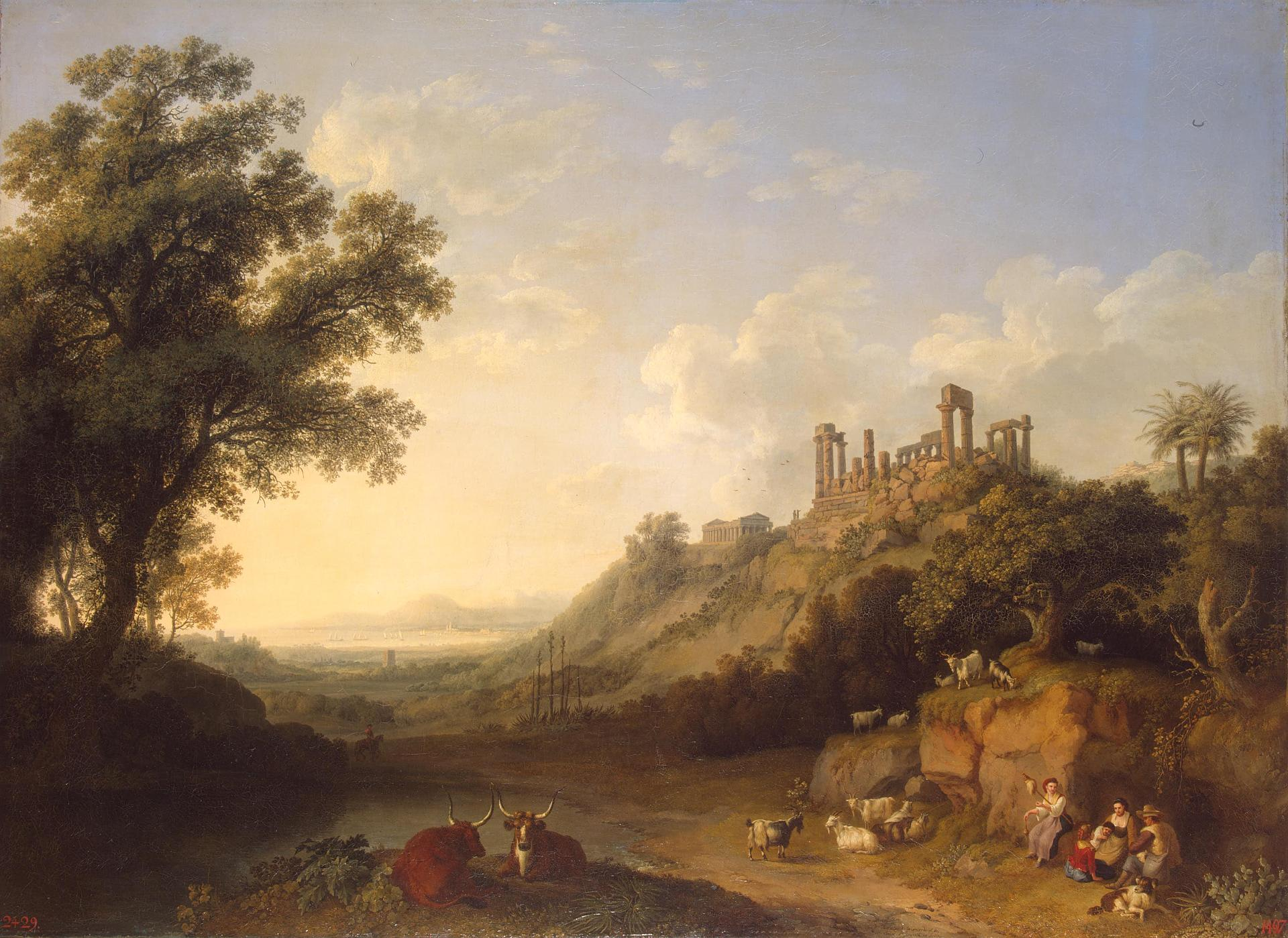
Tableau de Jacob Philipp Hackert (1778)
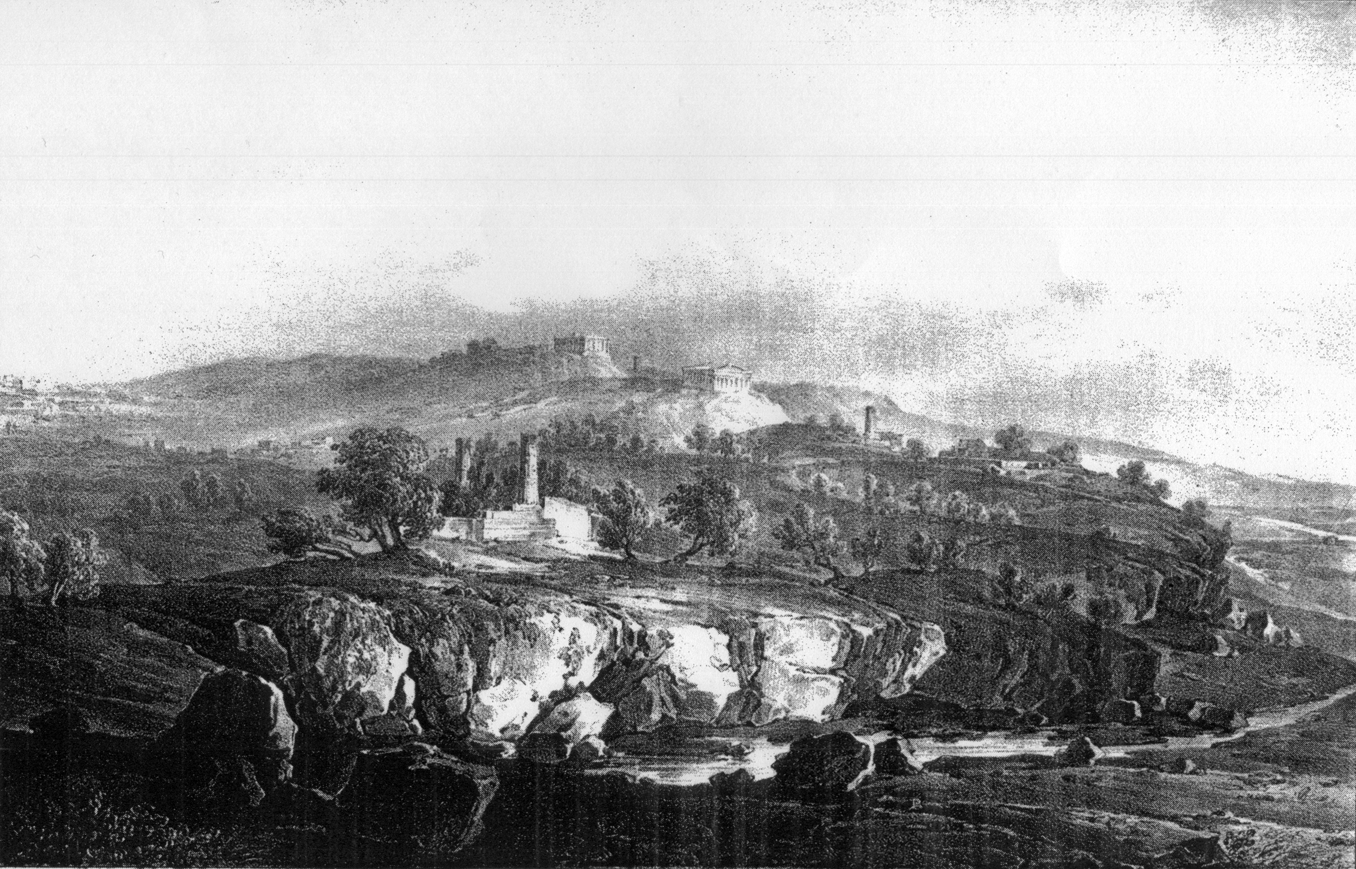
Vue générale, par Serradifalco
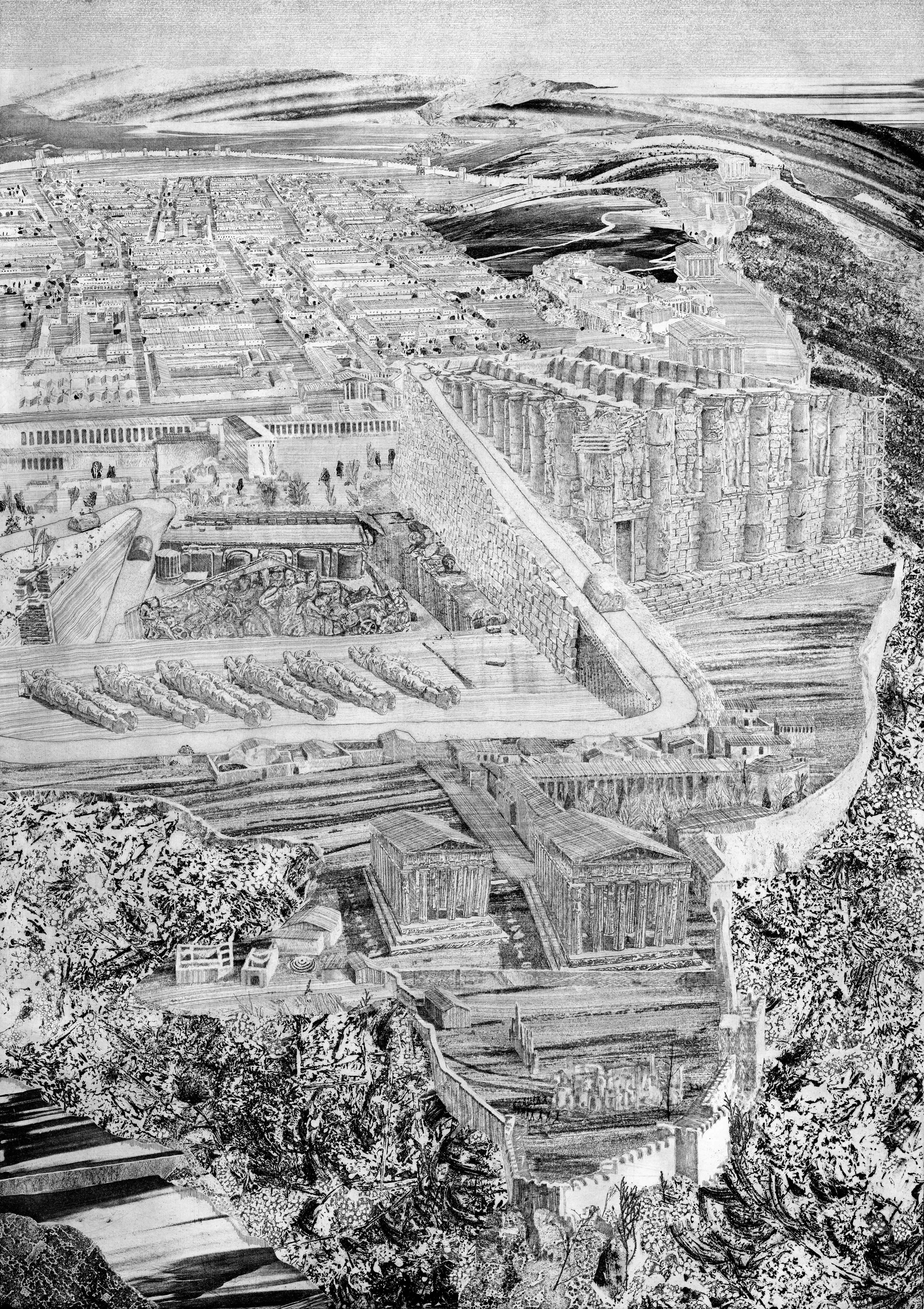
Akragas 406 a.C.

## Sources anciennes
- Polybe, Histoires
- Diodore de Sicile, Bibliothèque historique